# Struwwelpeter

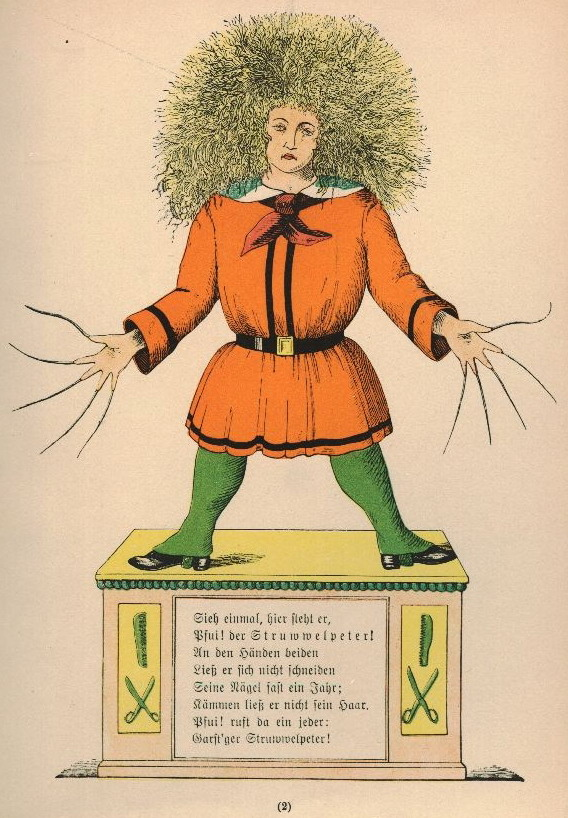
Der Struwwelpeter (Fassung ab 1861)

Struwwelpeter (auch Der Struwwelpeter) ist der Titel eines Werkes des Frankfurter Arztes und Psychiaters Heinrich Hoffmann aus dem Jahr 1844 und zugleich die Titelfigur des Buches. Das seit 1845 gedruckte Bilderbuch enthält mehrere Geschichten, in denen oft Kinder nach unvorsichtigem Verhalten drastische Folgen erleiden, die von einem Sturz ins Wasser bis zum Tod reichen.
Der Struwwelpeter gehört zu den erfolgreichsten deutschen Kinderbüchern und wurde in zahlreiche Sprachen übersetzt. Die vielen Adaptionen werden Struwwelpet(e)riaden genannt.

## Entstehung

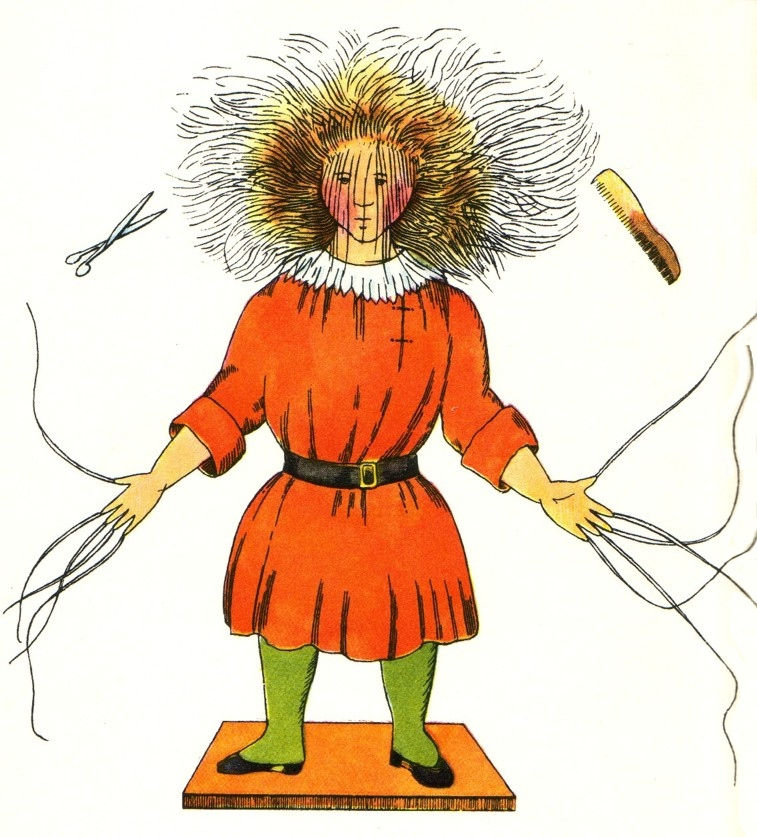
Der Ur-Struwwelpeter (Zeichnung von Heinrich Hoffmann)

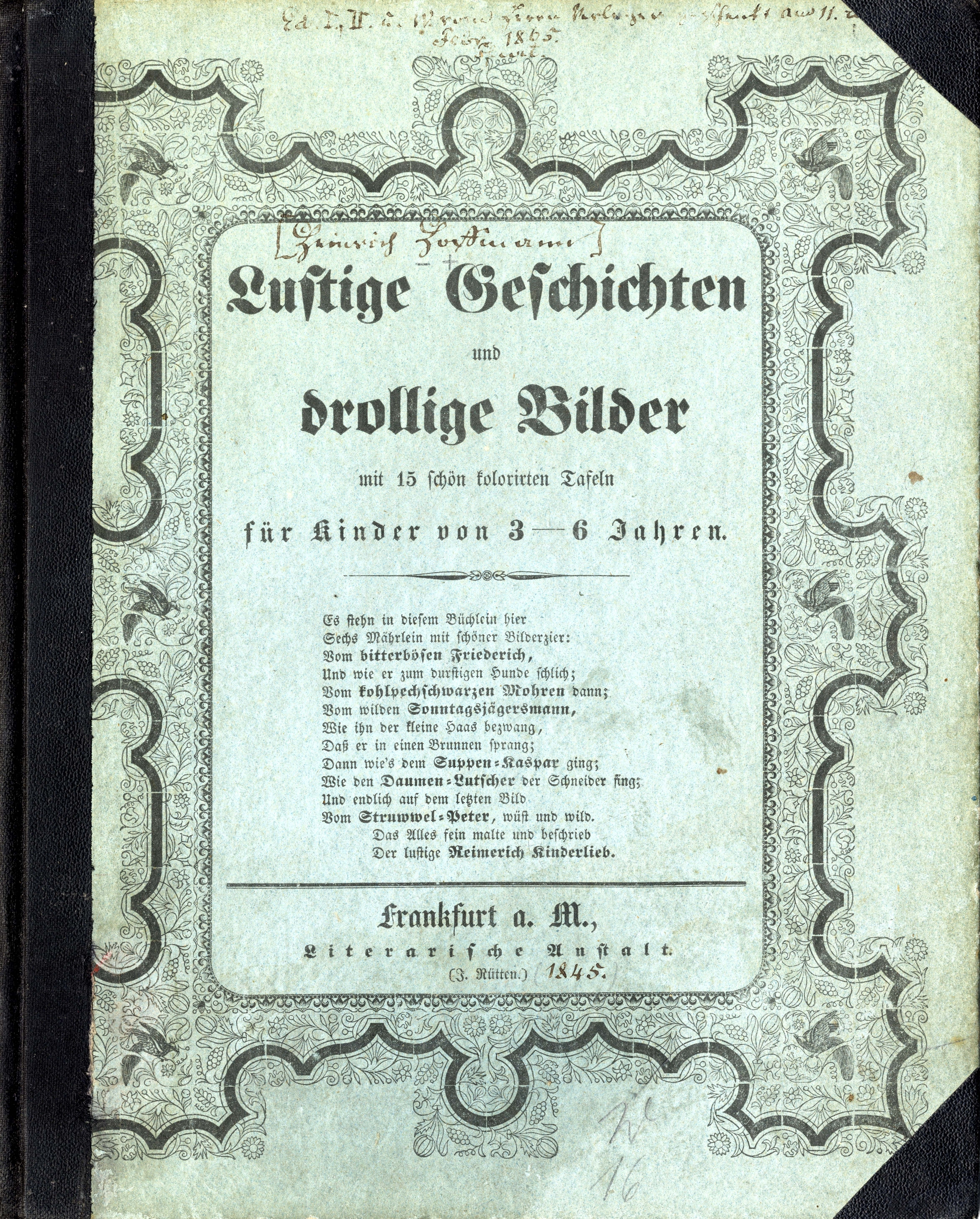
Buchdeckel der Erstausgabe

Im Dezember 1844 suchte der Arzt Heinrich Hoffmann nach einem Bilderbuch als Weihnachtsgeschenk für seinen damals dreijährigen Sohn Carl, fand aber nichts, was ihm für ein Kind dieses Alters passend erschien. Über die Ursprünge des Struwwelpeters schrieb Hoffmann 1871 in der Zeitschrift Die Gartenlaube:

„Gegen Weihnachten des Jahres 1844, als mein ältester Sohn drei Jahre alt war, ging ich in die Stadt, um demselben zum Festgeschenke ein Bilderbuch zu kaufen, wie es der Fassungskraft des kleinen menschlichen Wesens in solchem Alter entsprechend schien. Aber was fand ich? Lange Erzählungen oder alberne Bildersammlungen, moralische Geschichten, die mit ermahnenden Vorschriften begannen und schlossen, wie: ‚Das brave Kind muss wahrhaft sein‘; oder: ‚Brave Kinder müssen sich reinlich halten‘ usw.“

Hoffmann kam schließlich mit einem leeren Schreibheft zurück und beschloss, selbst für seinen Sohn ein Bilderbuch zu gestalten. Das Geschenk hatte die erhoffte Wirkung und erzielte schließlich in Hoffmanns Bekanntenkreis großes Aufsehen:

„Das Heft wurde eingebunden und auf den Weihnachtstisch gelegt. Die Wirkung auf den beschenkten Knaben war die erwartete; aber unerwartet war die auf einige erwachsene Freunde, die das Büchlein zu Gesicht bekamen. Von allen Seiten wurde ich aufgefordert, es drucken zu lassen und es zu veröffentlichen. Ich lehnte es anfangs ab; ich hatte nicht im entferntesten daran gedacht, als Kinderschriftsteller und Bilderbüchler aufzutreten.“

Es war schließlich der befreundete Verleger Zacharias Löwenthal (später Carl-Friedrich Loening), der Hoffmann zur Veröffentlichung bewegen konnte. 1845 erschien das Buch zum ersten Mal im Druck unter dem Titel Lustige Geschichten und drollige Bilder für Kinder von 3–6 Jahren, aber seit der 4. Auflage (1847) schließlich unter dem Titel Struwwelpeter. Seit 1858 erschien das Buch mit veränderten Darstellungen. Bei der Erstveröffentlichung hatte Hoffmann noch das Pseudonym Reimerich Kinderlieb benutzt. Die Titelfigur erhielt erst 1861 ihr heutiges Aussehen.
In seinen posthum im Jahr 1926 herausgegebenen Lebenserinnerungen äußerte sich Hoffmann befriedigt über den internationalen Erfolg seines Struwwelpeters:

„Ja, ich kann mit Befriedigung sagen, der Schlingel hat sich die Welt erobert, ganz friedlich, ohne Blutvergießen, und die bösen Buben sind weiter auf der Erde herumgekommen als ich; ich habe gehört, dass man ihnen in Nord- und Südamerika, ja am Kap der guten Hoffnung, in Indien und Australien begegnet ist.“

## Inhalt
In dem Buch erzählt Hoffmann Geschichten von Kindern, die nicht brav sind, nicht auf ihre Eltern hören und denen deshalb allerlei grausames Unheil widerfährt: So wird der „bitterböse Friederich“, der Tiere quält, entsprechend bestraft („Da biss der Hund ihn in das Bein, recht tief bis in das Blut hinein“); Paulinchen verbrennt, weil sie mit Streichhölzern spielt; die Kinder, die einen schwarzen Mann verspotten, werden in ein riesiges Tintenfass gesteckt und noch viel schwärzer eingefärbt; der fliegende Robert wird mit seinem Regenschirm vom Wind auf Nimmerwiedersehen fortgetragen, weil er bei Sturm trotz Verbots aus dem Haus geht; dem Konrad werden vom Schneider die Daumen abgeschnitten, weil er heimlich daran nuckelt. Daneben steht aber auch die Geschichte vom Hasen, der den Jäger mit dessen eigener Flinte aufs Korn nimmt.
Namen wie Zappelphilipp, Suppenkaspar oder Hanns Guck-in-die-Luft sind in die deutsche Umgangssprache aufgenommen worden. Textpassagen wie „‚Konrad‘ sprach die Frau Mama, ‚ich geh aus und du bleibst da‘“ sind heute ebenfalls Gemeingut.

### Struwwelpeter
Die Titelgeschichte ist die kürzeste, Peter mag Schere und Kamm nicht an sich heranlassen: „An den Händen beiden ließ er sich nicht schneiden seine Nägel fast ein Jahr. Kämmen ließ er nicht sein Haar. […] Pfui! ruft da ein jeder: Garst’ger Struwwelpeter“. Hoffmann selbst nannte seine Titelfigur auch einen „ungeleckten Bären“. Als mögliche Vorlage des langhaarigen Peter wurden bisher eine französische Karikatur von 1842 und ein englischer Kupferstich eines Knaben („Woolly-Headed boy“ aus Knaresborough) mit unkämmbaren Haaren von 1793 vorgeschlagen.

### Die Geschichte vom bösen Friederich
„Der Friederich, der Friederich, das war ein arger Wüterich!“ Der bitterböse Friederich quält Tiere zum Scherz, bis er an einen großen Hund gerät: „Da biss der Hund ihn in das Bein, / Recht tief, bis in das Blut hinein.“

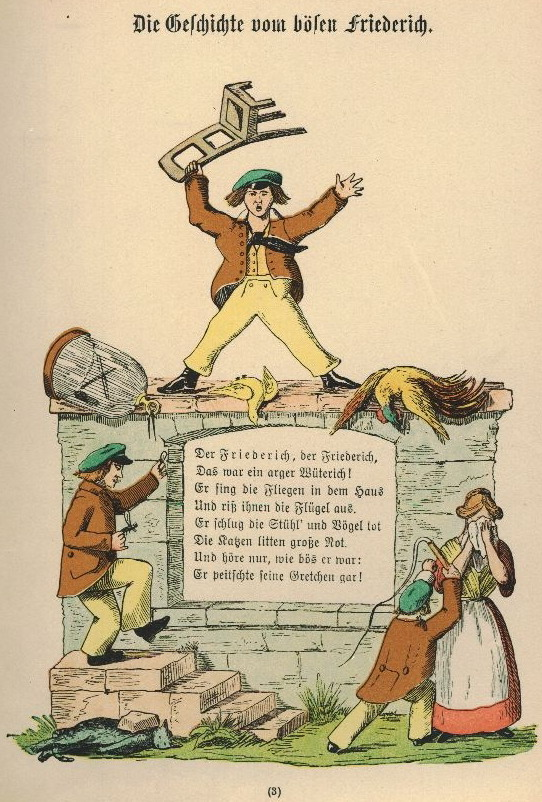
Der böse Friederich
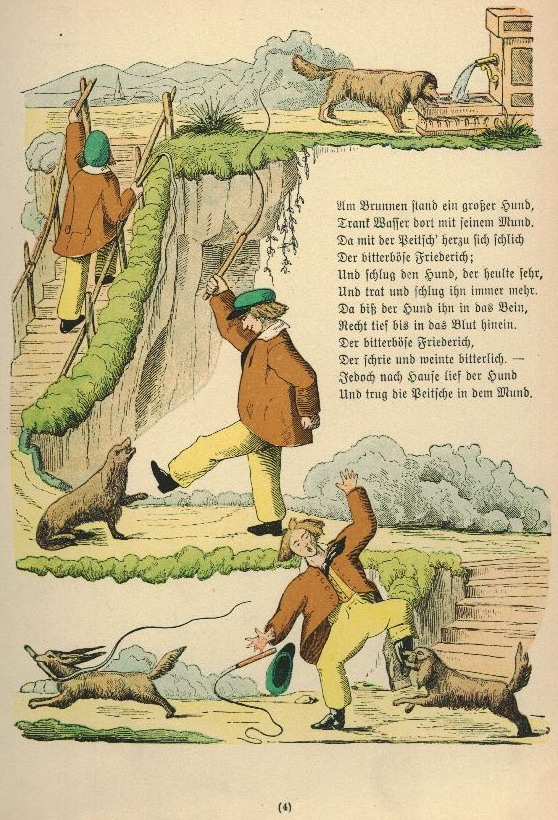
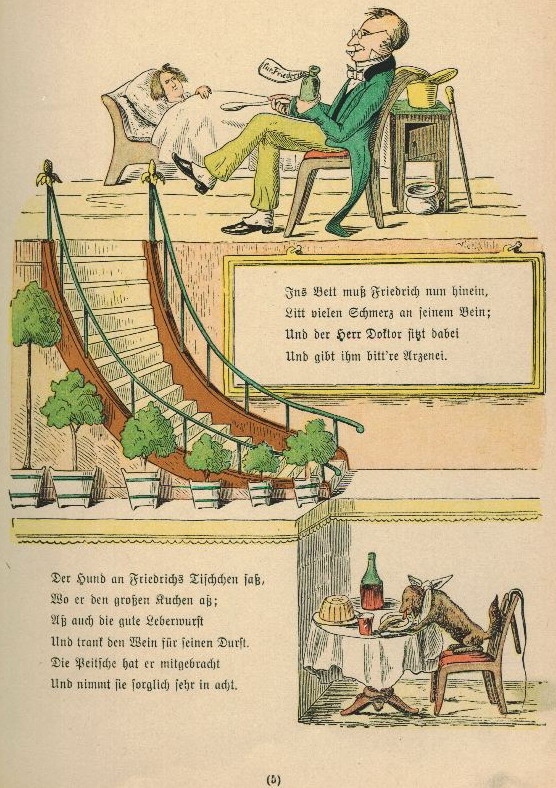

### Die gar traurige Geschichte mit dem Feuerzeug
Die Eltern der jungen Pauline gehen aus und lassen sie mit den beiden Katzen Minz und Maunz daheim. Als Paulinchen Zündhölzer entdeckt, die ihre Eltern auf dem Tisch liegen gelassen haben, entzündet sie diese. Dabei fängt ihr Haar Feuer, und Paulinchen verbrennt bis auf die Schuhe.
Minz und Maunz, die Katzen, fungieren als „Moralapostel“ der Geschichte: „Minz und Maunz, die Katzen, / Erheben ihre Tatzen. / Sie drohen mit den Pfoten: / ‚Der Vater hat’s verboten!‘“ Als Paulinchen trotz der Warnungen verbrannt ist, vergießen die Tiere bittere Tränen. Die Zündhölzer aus der Geschichte werden im Titel „Feuerzeug“ genannt, da zu jener Zeit der Begriff noch allgemein für Utensilien zum Feuermachen benutzt wurde, also auch für Streichhölzer. Da die seinerzeit noch relativ neu eingeführten Streichhölzer das Feuermachen deutlich erleichterten, konnten sie auch von Kindern benutzt werden, wodurch eine neue Gefahr entstanden war. Die Geschichte ist somit auch eine Reaktion auf ein durch technische Neuentwicklung aktuell gewordenes Problem.

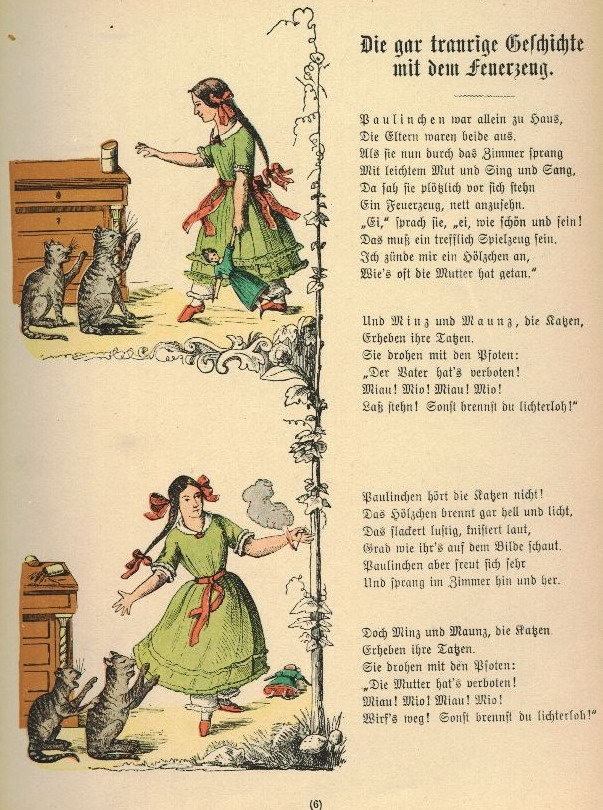
Pauline
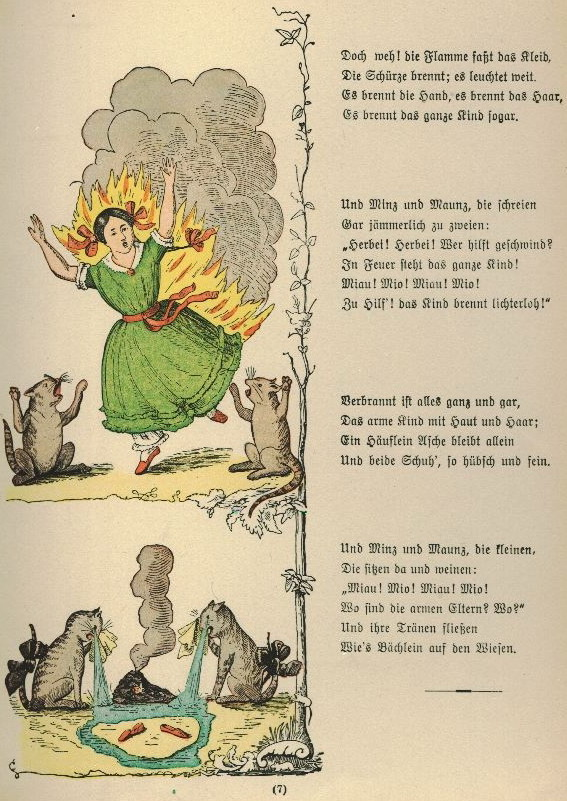

### Die Geschichte von den schwarzen Buben
Ein Mohr wird von drei Knaben verspottet, die daraufhin vom „Nikolas“ (eigentlich Nikolaus) zur Strafe in schwarze Tinte getaucht werden: „Nun seht einmal, wie schwarz sie sind, viel schwärzer als das Mohrenkind.“ In der 1859 erschienenen Neuausgabe ersetzte Hoffmann die Arabesken in dieser Geschichte durch Davidsterne, möglicherweise um „die bedrückende Situation der Frankfurter Juden in der ersten Hälfte des neunzehnten Jahrhunderts“ zu beschreiben.

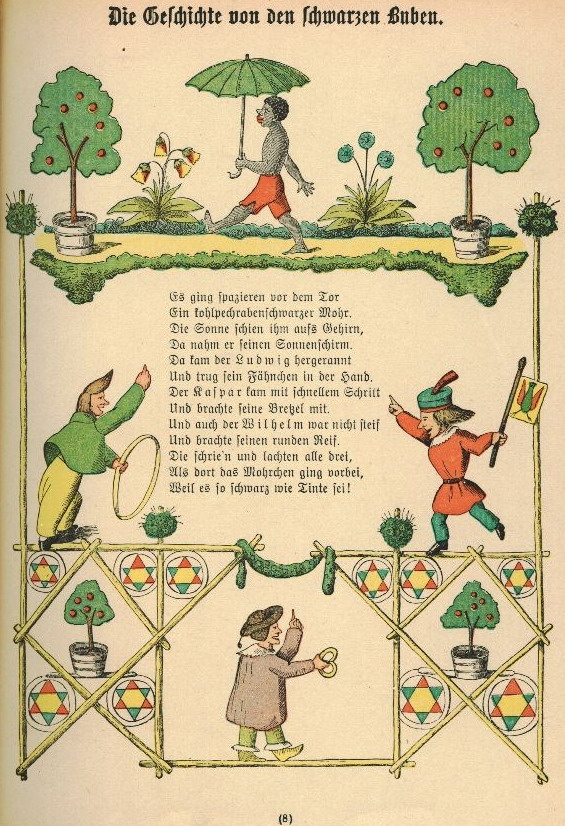
Die Geschichte von den schwarzen Buben
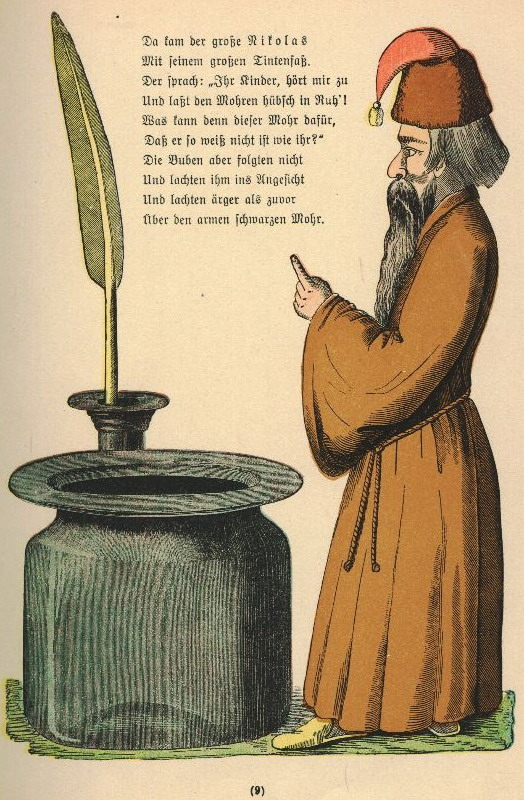
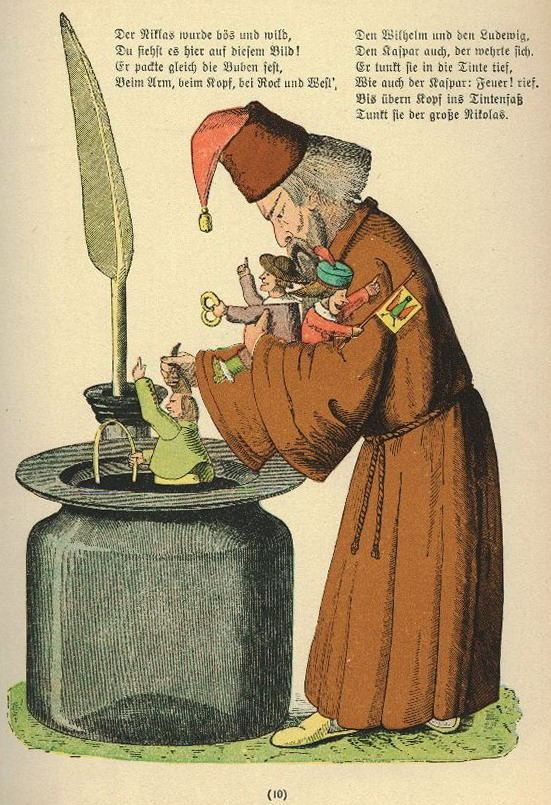
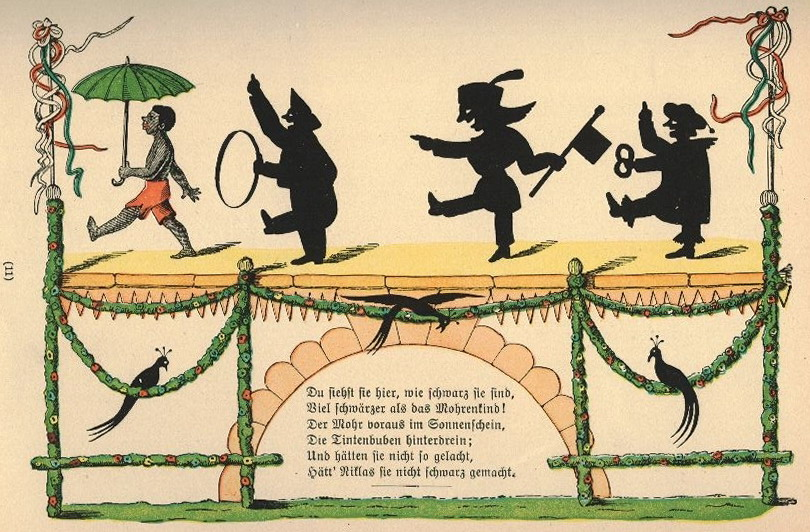

### Die Geschichte vom wilden Jäger
Die Geschichte vom Jäger, der vom Hasen überrumpelt wird und in den Brunnen fällt, spielt nicht im kindlichen Milieu. Es ist keine Geschichte über ein unartiges Kind, sondern über eine „verkehrte Welt“, ein beliebtes Motiv im Volksgut. Hier wird die Autorität, der Jäger, anscheinend straflos verhöhnt und sogar besiegt, der Schwächere, der Hase triumphiert.

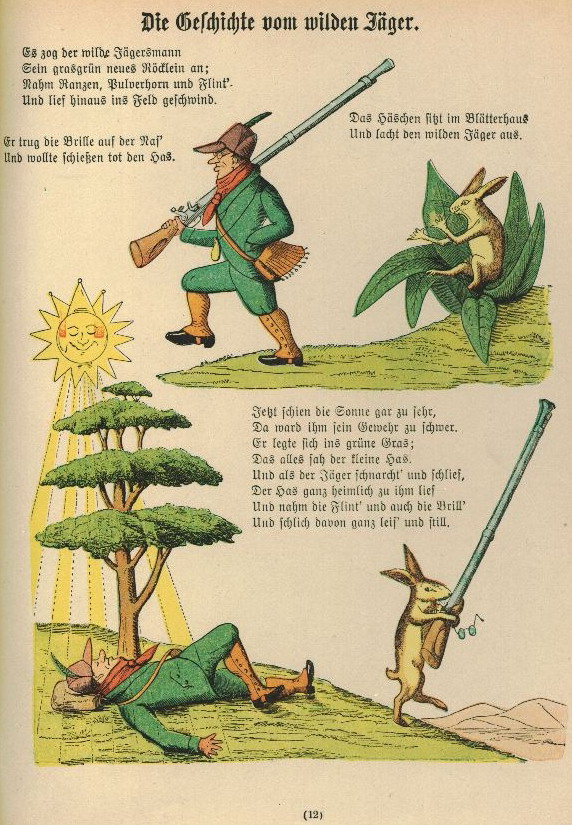
Die Geschichte vom wilden Jäger
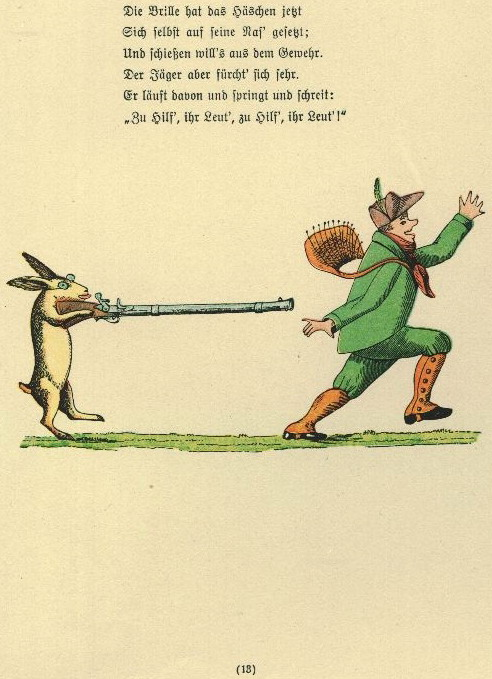
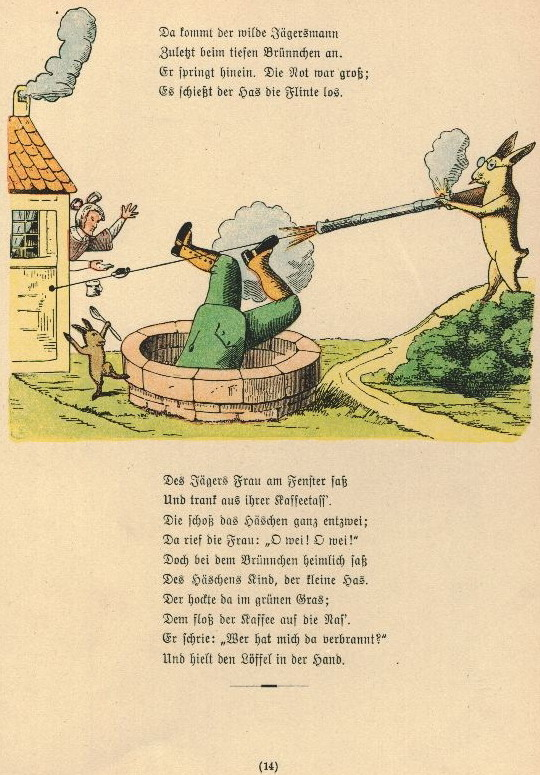

### Die Geschichte vom Daumenlutscher
Der Daumenlutscher, ein Junge namens Konrad, lutscht stets an seinem Daumen, obwohl es ihm seine Mutter („Frau Mama“) verboten hat. Sie warnt ihn vor dem Schneider, der ihm seine Daumen abschneiden werde, wenn er nicht mit dem Lutschen aufhöre. Doch Konrad hört nicht auf die Warnung. Schließlich kommt der Schneider und schneidet mit einer übertrieben großen Schere dem Jungen beide Daumen ab.

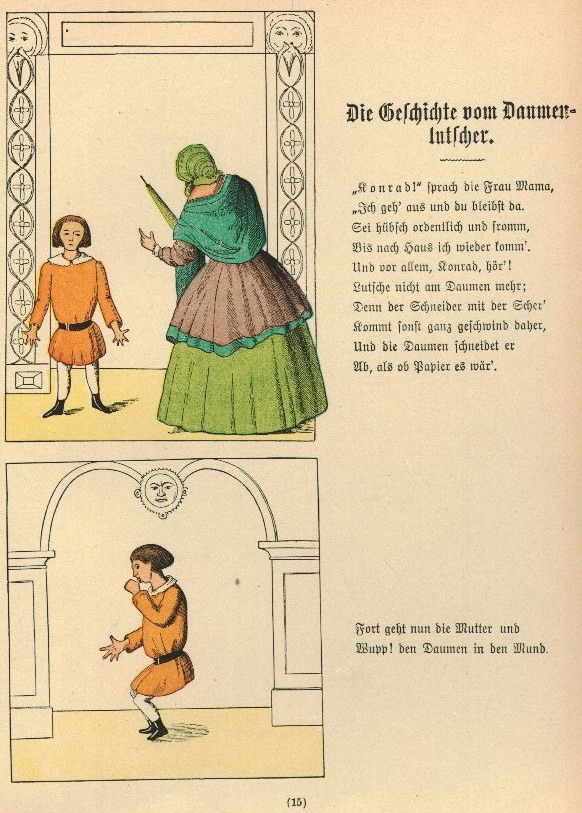
Der Daumenlutscher
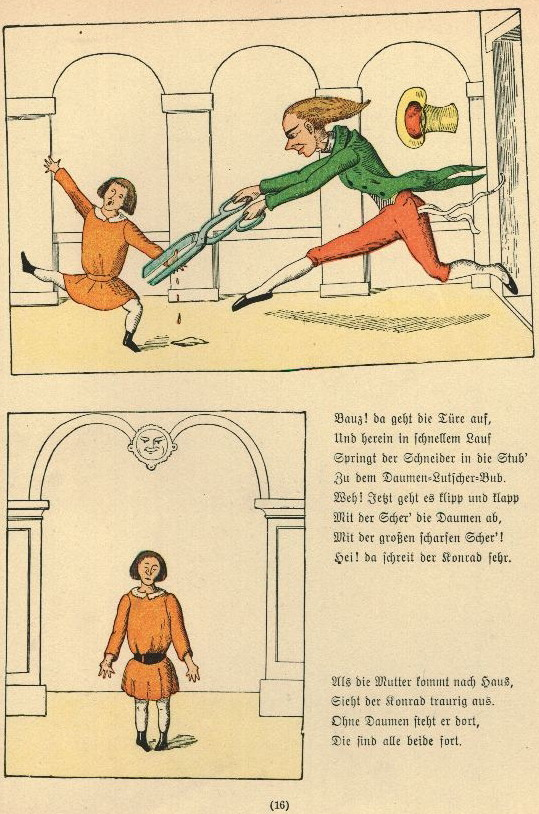
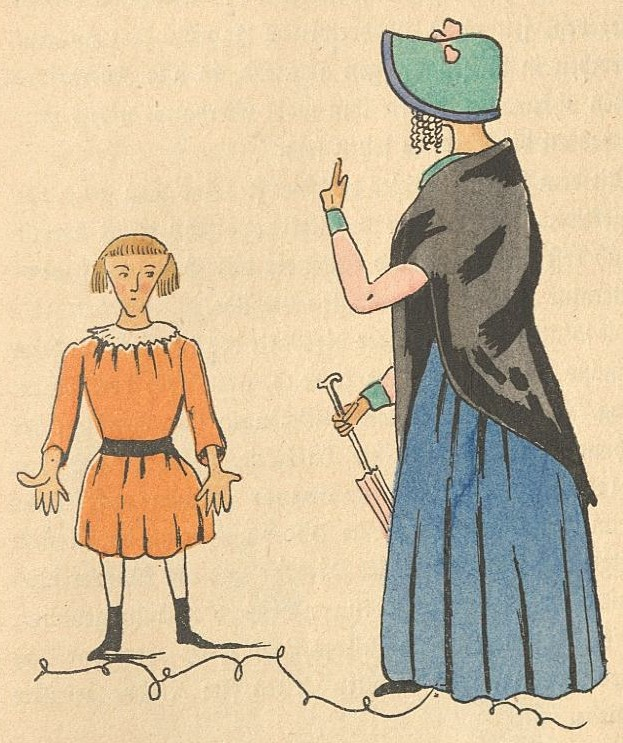
Zeichnung von 1845

### Die Geschichte vom Suppen-Kaspar
Der Suppenkaspar ist eines der pointiertesten Kapitel des Struwwelpeters. Es erzählt in wenigen Versen die Geschichte eines Jungen, der sich weigert, seine Suppe zu essen, und daher innerhalb weniger Tage verhungert.
Die Geschichte vom Suppenkaspar von 1844 gilt als die erste Beschreibung der Magersucht in der Literatur. Die freiwillige Verweigerung von Nahrung war im 19. Jahrhundert, als Teile der Bevölkerung noch immer unter Hunger litten, ein tabuisiertes Thema. Hoffmann, der sowohl als Arzt als auch als Psychiater tätig war, konfrontierte als erster eine breite Öffentlichkeit mit dem Krankheitsbild der Anorexia nervosa. Den Struwwelpeter kann man somit auch als kinderärztliches Lehrbuch verstehen.

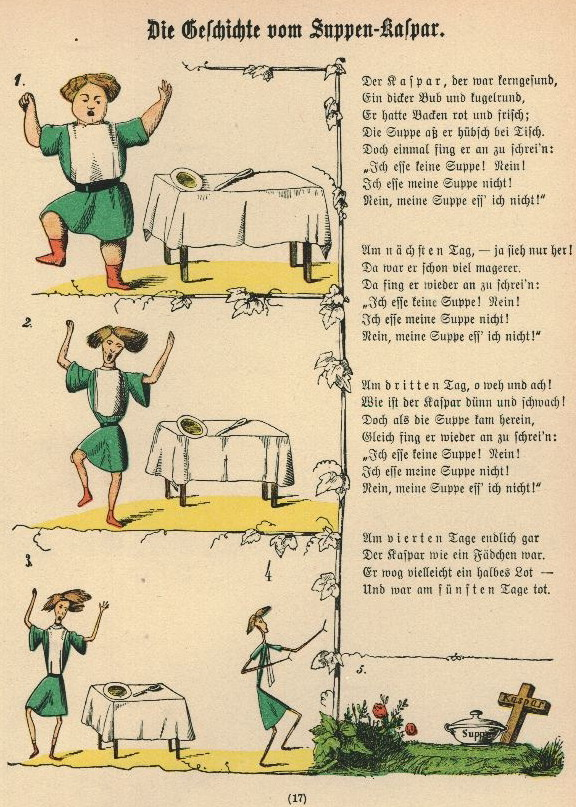
Der Suppenkaspar

### Die Geschichte vom Zappel-Philipp
In der Geschichte geht es um den Jungen Philipp, der am Tisch nicht still sitzen kann, mit dem Stuhl kippelt und daraufhin mitsamt der Tischdecke nebst Mahlzeit auf den Boden fällt – „und die Mutter blicket stumm auf dem ganzen Tisch herum“. In neuerer Zeit wurde die Geschichte teilweise als Beschreibung eines Kindes mit Hyperaktivität empfunden (siehe unten).
Es gibt drei gut nachvollziehbare Quellen, aus denen Hoffmann die Idee für diese Geschichte u. a. geschöpft hat:
1. Recherchen des Struwwelpeter-Museums ergaben bereits vor Jahren, dass der am 22. Januar 1911 verstorbene Arzt Philipp Julius von Fabricius (ein guter Bekannter Hoffmanns) sich selbst als Urbild des Zappel-Philipp geoutet hatte. Das Grab von Philipp Julius von Fabricius auf dem Hauptfriedhof Frankfurt am Main (Grab F XXII) ist deswegen seit 2024 ein Ehrengrab der Stadt Frankfurt.[10]
2. Zur Darstellung des „Zappel-Philipps“ fand Heinrich Hoffmann eine weitere Anregung im Werk seines Malerfreundes Heinrich von Rustige. Der junge Maler kam 1838 an das Städelsche Kunstinstitut in Frankfurt und schuf im selben Jahr das Ölgemälde Unterbrochene Mahlzeit, das heute in der Staatlichen Kunsthalle Karlsruhe hängt.
3. In seinen Lebenserinnerungen beschreibt Hoffmann seine Seereise von Amsterdam zurück nach Hamburg am 24. Mai 1836: Stürmisches Wetter, „seekrank [...], dass ich im Mantel die Treppe in die Kajüte hinunterfiel und nun schnell auf Händen und Füßen in meine Koje kroch. Vor meiner Tür aber tafelte und trank lustig ein halbes Dutzend seefester Gesellen, plötzlich hörte ich ein Fallen und Scherbenklingen, einem der Helden war plötzlich schlecht geworden, so dass er vom Stuhle fiel und das Tischtuch mit allem, was draufstand, mit auf den Boden riss. Nun war ich schadenfroh zufrieden.“

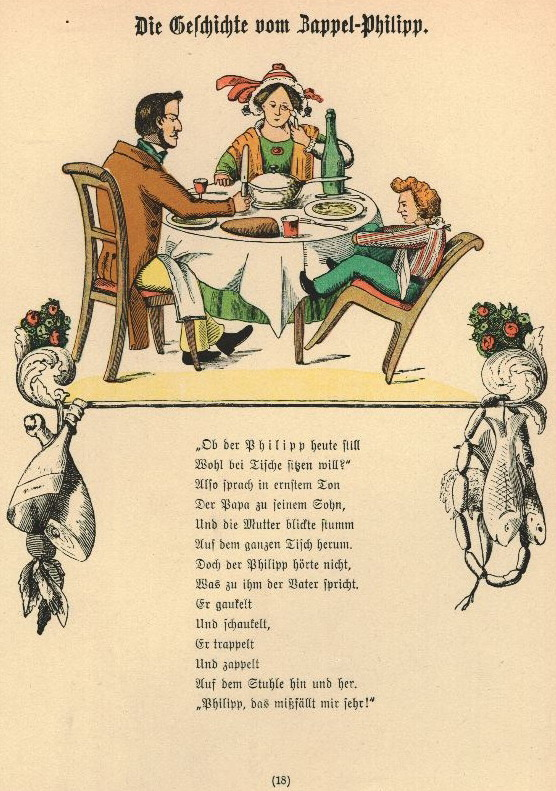
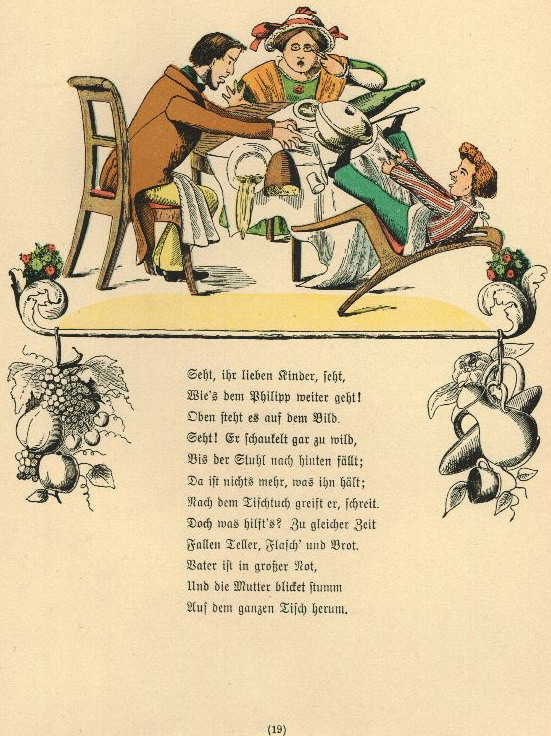
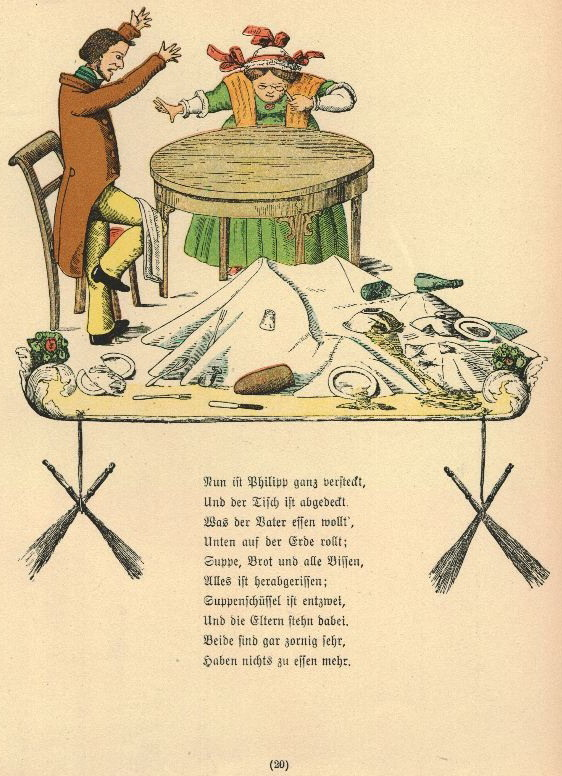
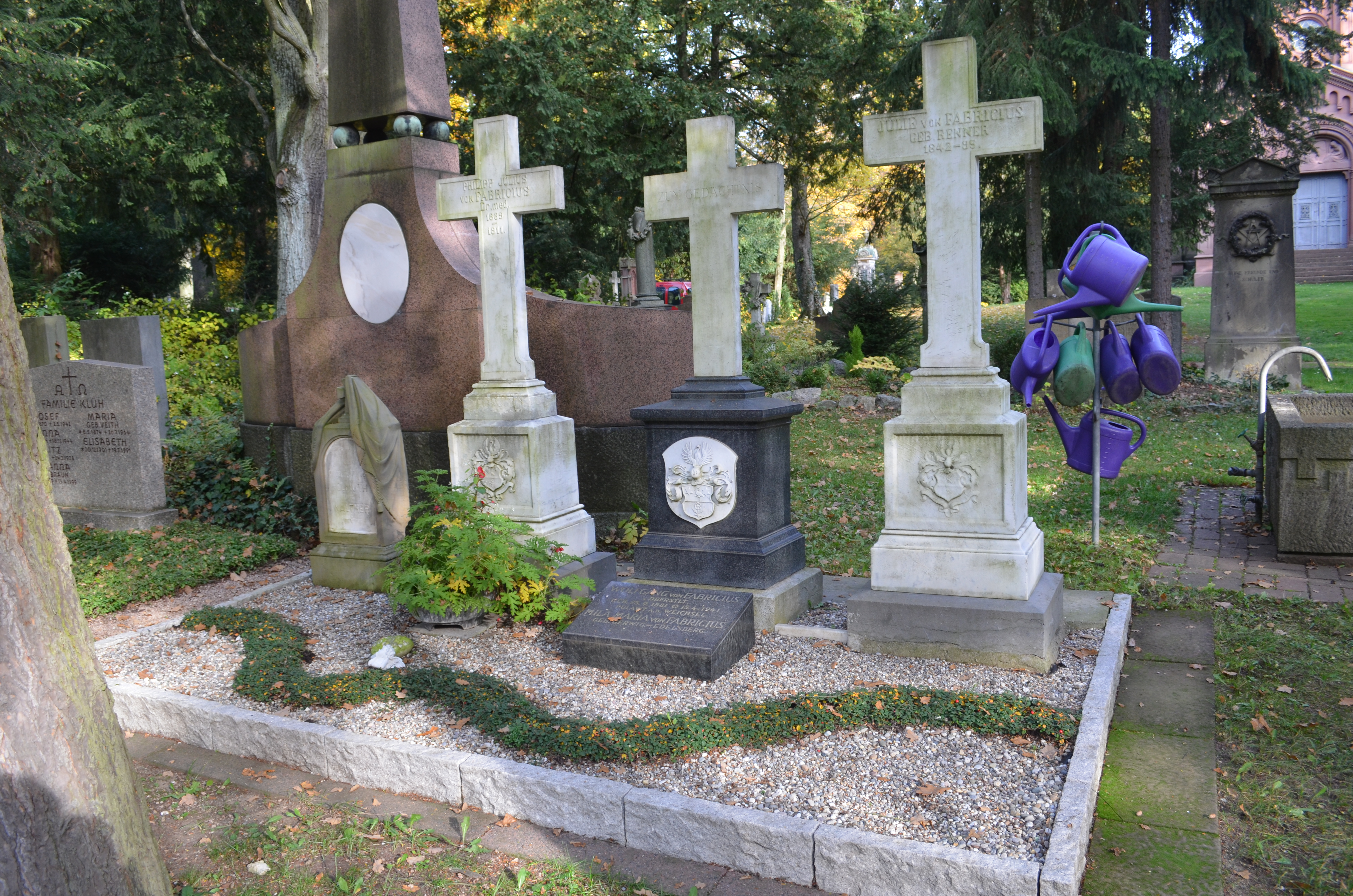
Grab von Philipp Julius von Fabricius
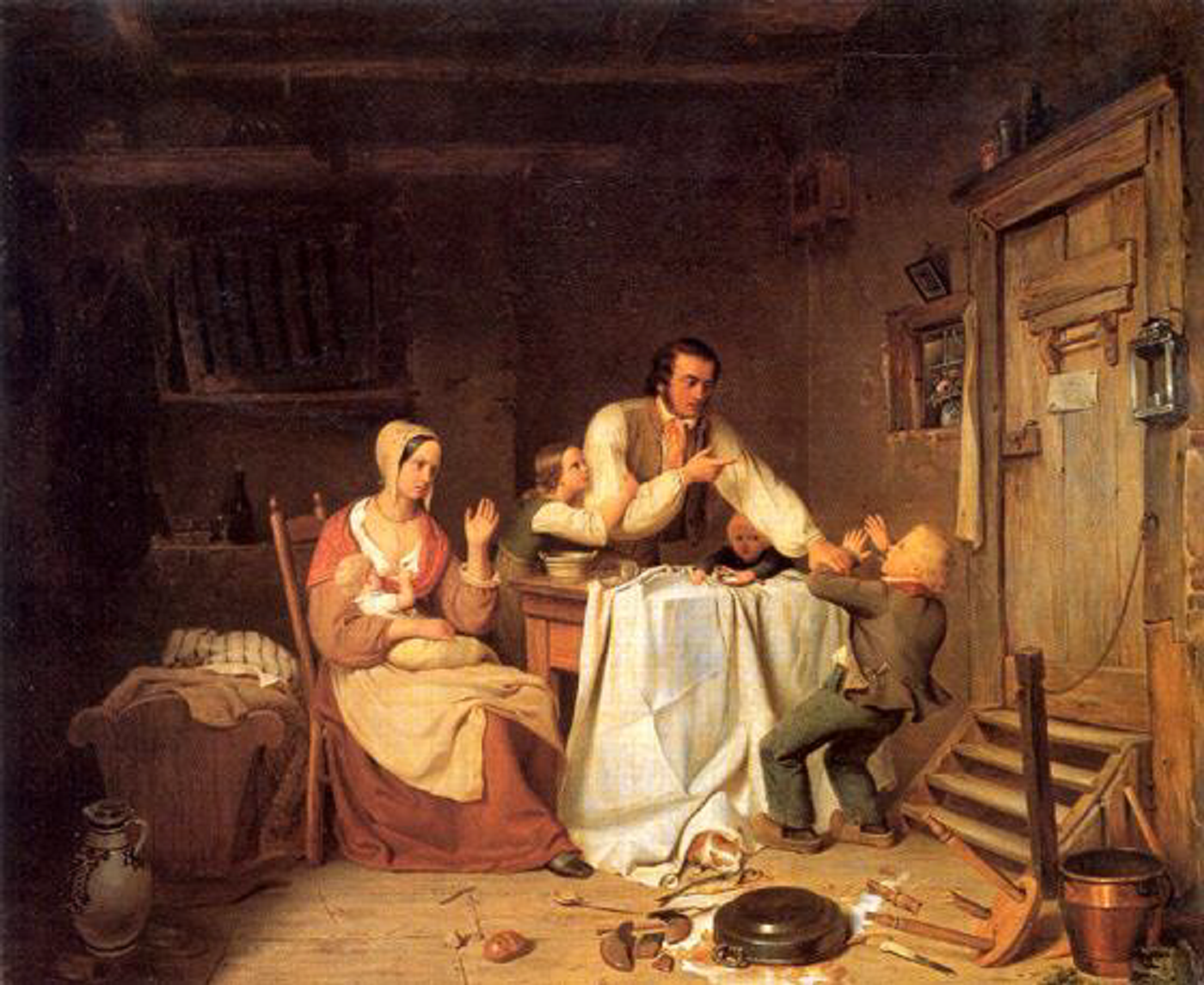
Unterbrochene Mahlzeit, Gemälde von Heinrich von Rustige, 1838

### Die Geschichte vom Hanns Guck-in-die-Luft
In der Geschichte ist Hanns Guck-in-die-Luft ein Junge auf dem Weg zur Schule, der mit seinen Gedanken woanders ist (dargestellt, indem er den Blick zum Himmel gerichtet hat) und deshalb erst einen Hund über den Haufen rennt sowie anschließend zur Erheiterung der Fische samt Schulmappe ins Wasser fällt.

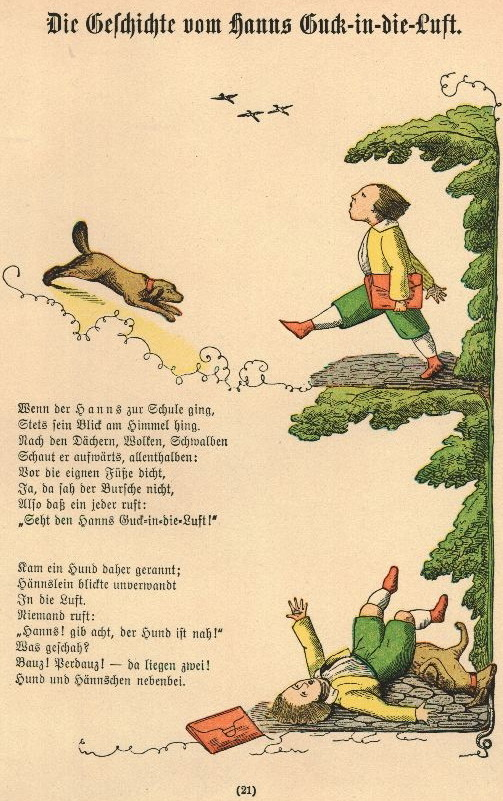
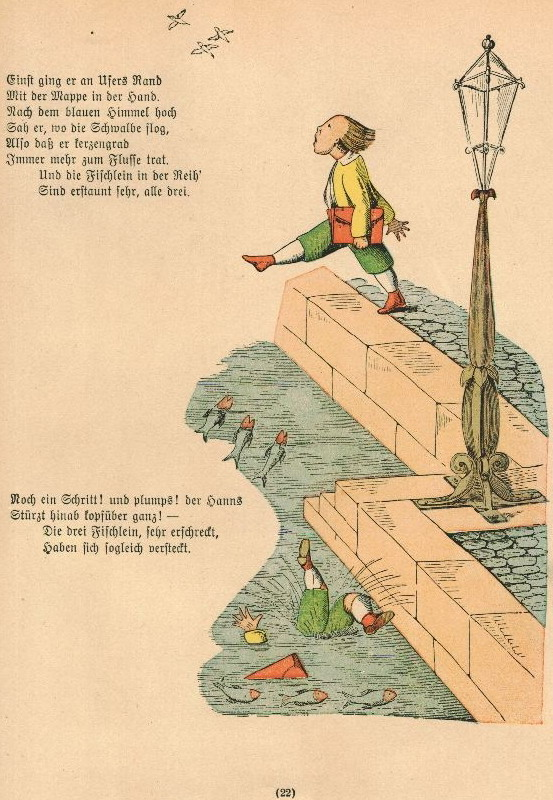
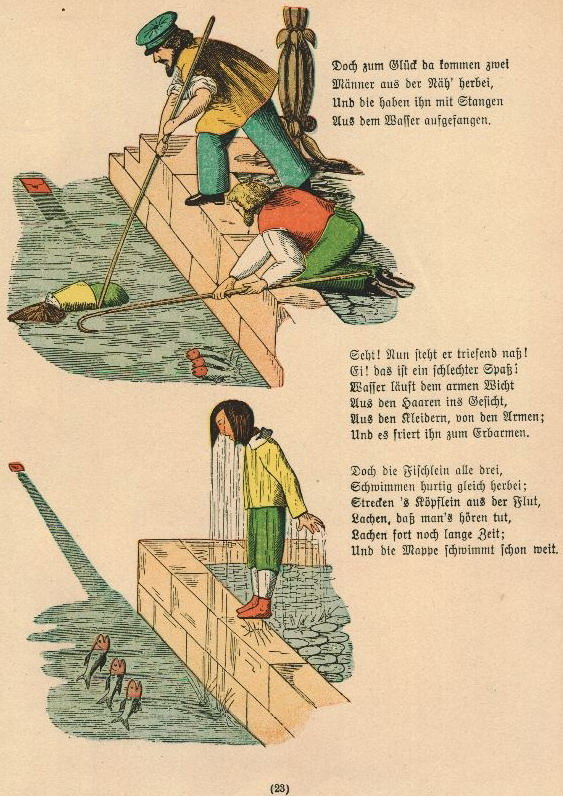

### Die Geschichte vom fliegenden Robert
Der fliegende Robert hält es bei wildem Wetter nicht in der Stube aus, und der Sturm trägt ihn davon.
Im gewissen Sinne bündelt diese letzte Geschichte poetisch und sachlich die Eigenart des ganzen Buches: (1) Der kindnahe Blick des Autors, der gerne wie sie das besondere Schicksal der Sachen zeichnerisch und textlich im Auge behält (so auch die Mappe des Hanns Guck-in-die-Luft), nimmt den pädagogischen Lehren das Aufdringliche und reizt die Phantasie. Hier ist es das Sonderschicksal des Hutes und der Luftball-Effekt des Schirmes. (2) Seine Erziehungsprobleme müssen nicht die heutigen sein, ihre Lösungen auch nicht – sie sind aber immer realistisch: Vor der Industrialisierung war ‚die Natur‘ für Kinder sehr viel feindseliger; und dass Kinder aus Leichtsinn Gefährliches begehen, weil sie es nicht überschauen, hat sich nicht geändert.

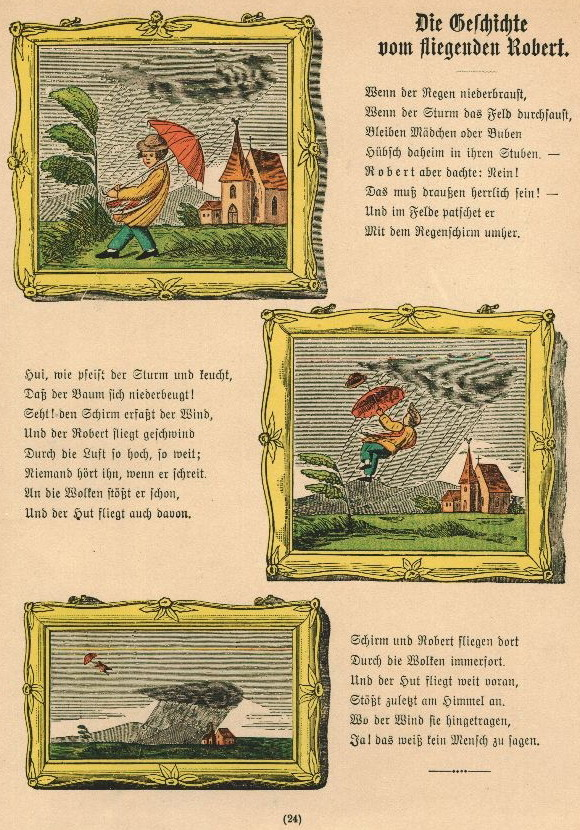
Fliegender Robert

### Vorspruch
Der Vorspruch „Wenn die Kinder artig sind, kommt zu ihnen das Christkind“ ist in der Regel auf der Rückseite des Buches zu finden.

## Überlieferung

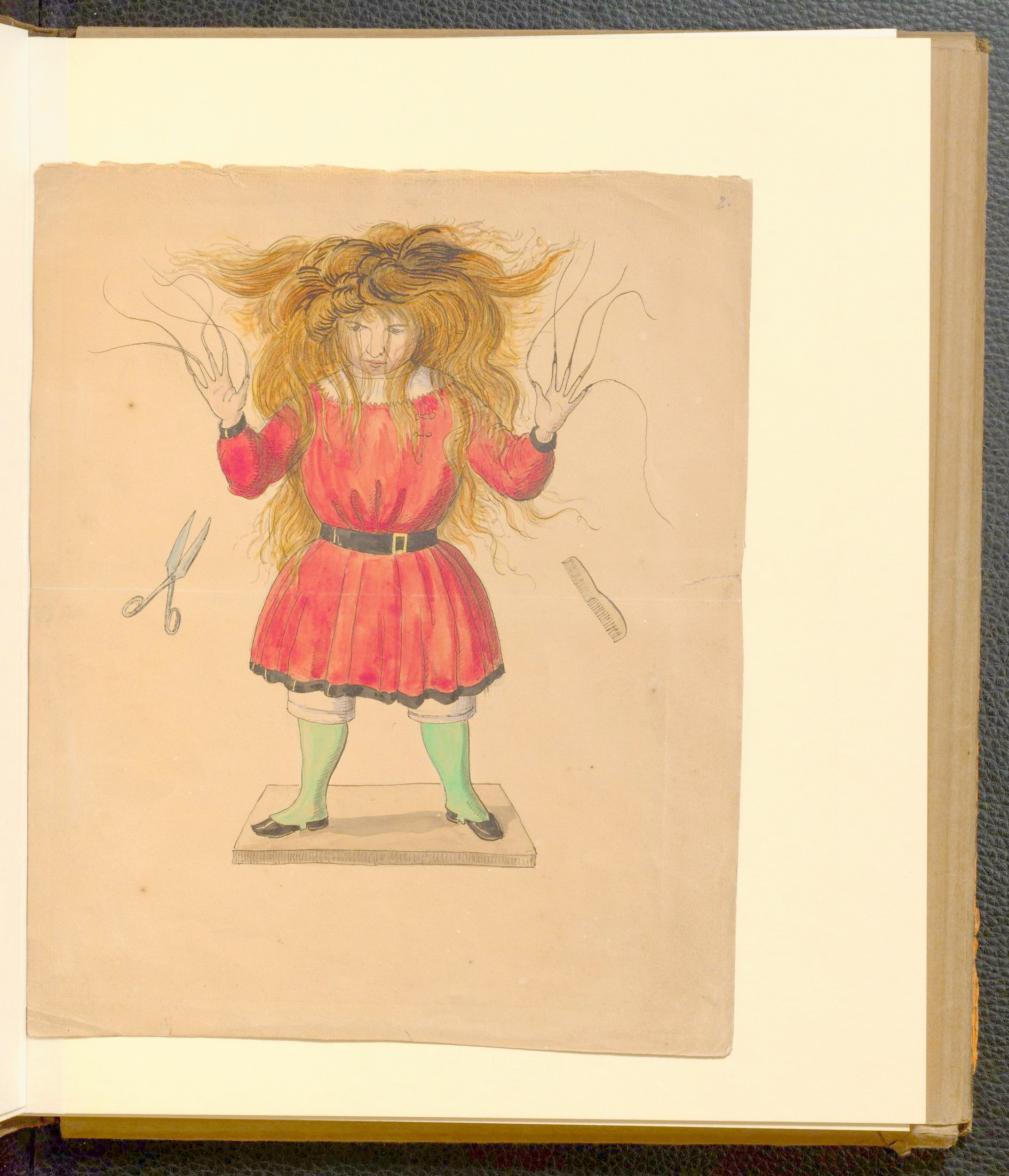
Das Urmanuskript des Struwwelpeters, 1844, Germanisches Nationalmuseum

Das Urmanuskript des Buches „Lustige Geschichten und drollige Bilder“, welches den Struwwelpeter enthält, ist seit 1902 im Besitz des Germanischen Nationalmuseums. Erst ab der dritten, 1847 erschienenen Auflage titelte das Kinderbuch mit „Struwwelpeter“. Die Universitätsbibliothek Frankfurt besitzt eine große Sammlung zum Struwwelpeter und von Struwwelpeteriaden, u. a. die deutschen Ausgaben des Struwwelpeter-Buches von der 1. Ausgabe 1845 bis heute.

## Bezug zu psychiatrischen Krankheitsbildern
In neuerer Zeit wurde der Struwwelpeter von der klinischen Psychologie und der Jugendpsychiatrie entdeckt. Die Beschreibungen des Zappelphilipps und zum Teil auch des Hanns Guck-in-die-Luft werden als volkstümliche Beschreibungen bzw. Symbole für Spielarten der Aufmerksamkeitsstörungen (ADHS) herangezogen. Dabei zeige der Zappelphilipp eine Aufmerksamkeitsstörung mit Hyperaktivität („Zappeln“), weshalb diese psychische Störung im deutschsprachigen Raum zum Teil als Zappelphilipp-Syndrom bekannt geworden ist. Hanns-Guck-in-die-Luft hingegen wird zum Teil als verträumter Gegentyp gelesen, manchmal auch als Träumerle beschrieben, und vertrete demnach eine Aufmerksamkeitsstörung ohne Hyperaktivität, aber mit deutlich reduzierter Aufmerksamkeit. Demgegenüber kann der bitterböse Friederich
als Beispiel für eine Störung des Sozialverhaltens gesehen werden.

## Kritik
Die kritische Auseinandersetzung erfolgte unter anderem in literarischen Bearbeitungen, zum Beispiel im 1914 erschienenen Der Struwwelpeter von heute. Ein Bilderbuch für die Großen von Fried Stern.
Laut Karl Ernst Maier kann der Struwwelpeter heute nicht mehr „mit der gleichen Selbstverständlichkeit als Haus- und Erziehungsbuch“ akzeptiert werden, wie das in früheren Generationen geschehen sei. Kritische Einwände richteten sich nicht gegen den Erziehungsanspruch als solchen, sondern gegen die negativen Verhaltensmodelle, die vorgeführt werden, die „repressive Strafpädagogik“ sowie die „autoritär-dogmatische Unbedingtheit“, mit der die ethische Erziehung verfolgt werde. Der Kinderbuchautor Gerald Jatzek vertritt die These, dass Hoffmann bei dem „Versuch, sich selbst zu heilen, andere verwundete“. Dass viele Kritiker die Wirkung des Buches auf Kinder verkennen, zeigte Anita Eckstaedt in ihrer Interpretation der Struwwelpeter-Geschichten.
Dem Buch wird teilweise aufgrund der Einschüchterungsgeschichten mit der Moral: „Wer nicht hören will, muss fühlen!“ Schwarze Pädagogik vorgeworfen, während andere die Geschichten lediglich als Schwarzen Humor und Satire sehen, um den Sachverhalt zu verdeutlichen.

## Philatelistisches
Im BRD-Jahrgang 1994 erschien in der Reihe Für die Jugend ein fünfteiliger Briefmarkensatz mit Paulinchen aus Die gar traurige Geschichte mit dem Feuerzeug (80 + 40 Pf), dem Hans Guck-in-die-Luft (80 + 40 Pf), dem Struwwelpeter (100 + 50 Pf), dem Friederich aus Die Geschichte vom bösen Friederich (100 + 50 Pf) und dem Zappel-Phillipp (200 + 80 Pf). Der Entwurf stammt von Ehmke, Ausgabetag war der 14. April 1994.
Im BRD-Jahrgang 2009 erschien zum 200. Geburtstag Heinrich Hoffmanns eine Marke mit dem Hans Guck-in-die-Luft und einem der schwarzen Buben (85 ct). Der Entwurf stammt von Arne Sänger. Ausgabetag war der 4. Juni 2009.

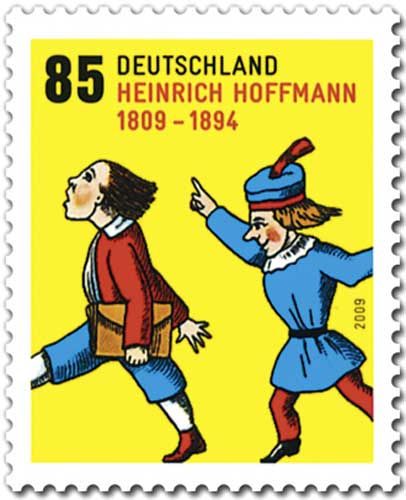
Hans Guck-in-die-Luft und einer der schwarzen Buben (2009)

## Übersetzungen und Umdichtungen

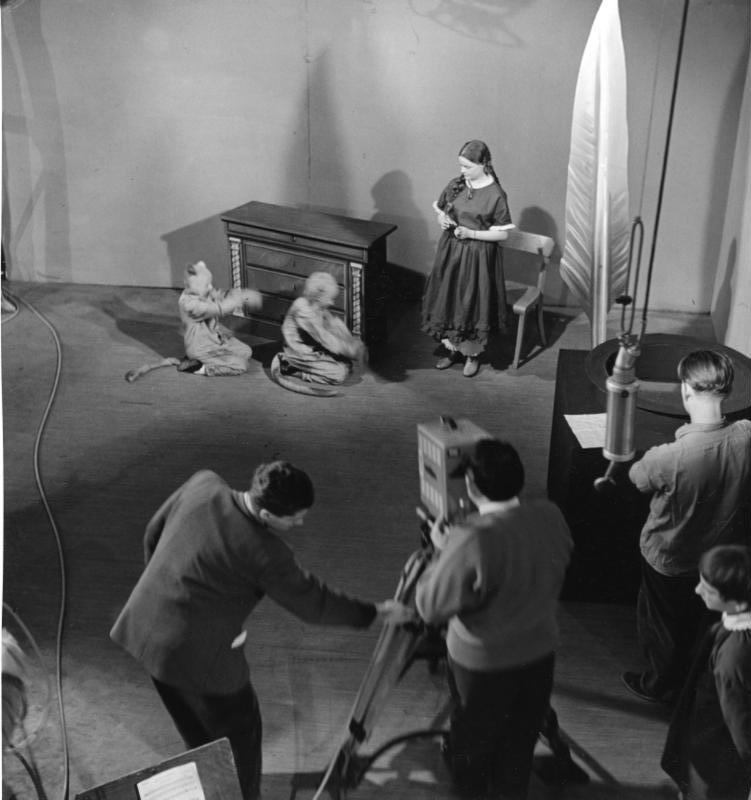
Produktion der Fernsehsendung Der Struwwelpeter beim WDR in Köln, 1953

Schon bald nach seinem Erscheinen wurde Struwwelpeter in viele Sprachen übersetzt, auch Parodien und ausschmückende oder politisierende Umdichtungen erschienen früh und zahlreich. Die Thematik polarisierte von Anfang an das Lesepublikum und reizte geradezu zu einer kritischen Auseinandersetzung: 1848 kürten die Fliegenden Blätter den unangepassten Langhaarigen zum Revolutionär.
Bis heute sind von dem Buch mehr als 540 Auflagen erschienen, es wurde verfilmt, vertont, in sehr viele Sprachen übersetzt und erschien auch in Blindenschrift.
Die klassische englische Übersetzung stammt von Mark Twain unter dem Titel Slovenly Peter.

## Adaptionen und Parodien(Struwwelpetriaden)

### Der politische Struwwelpeter

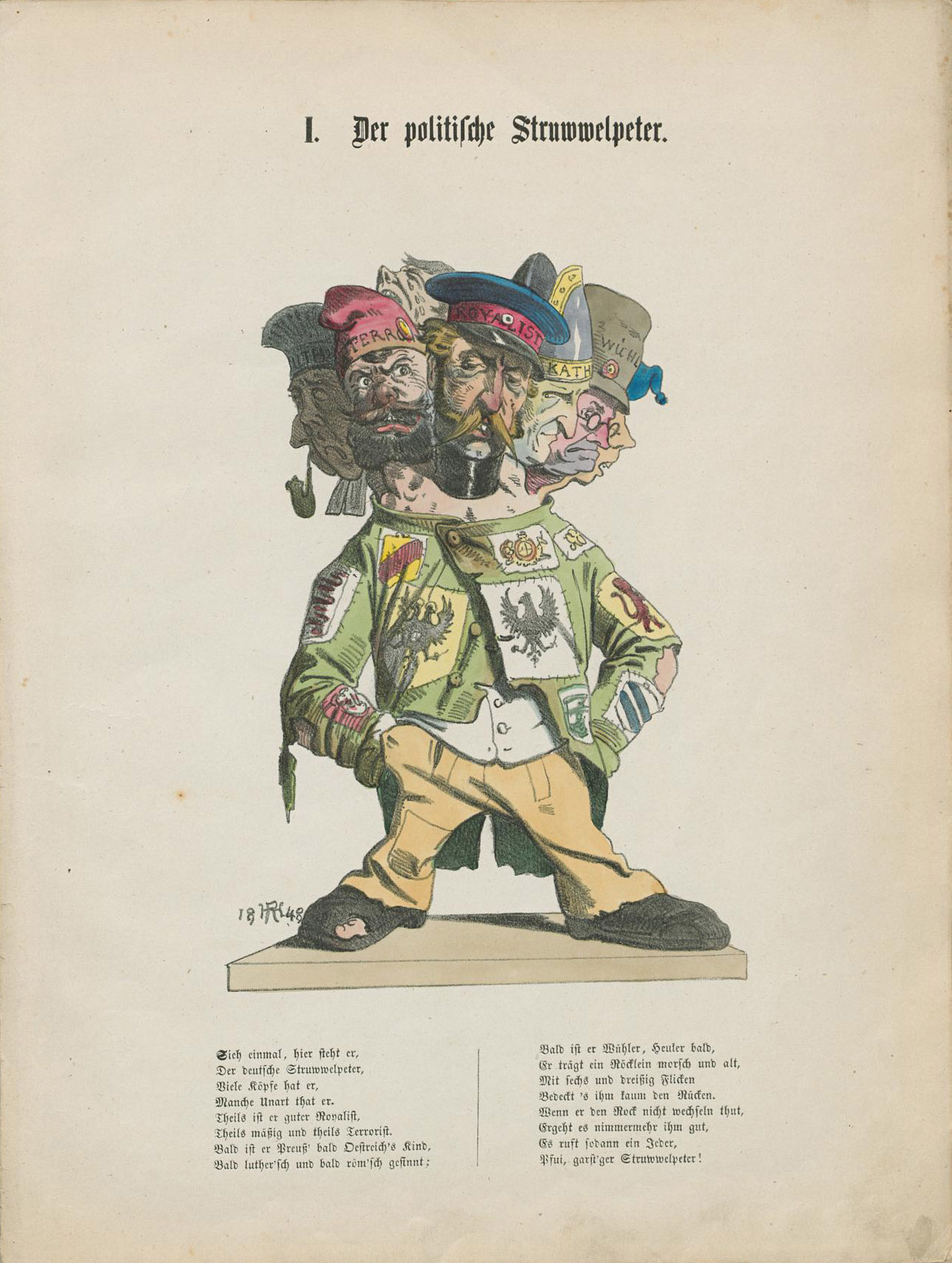
Illustration aus Der Politische Struwwelpeter

Unter dem Eindruck der Deutschen Revolution 1848/49 veröffentlichte der Düsseldorfer Maler Henry Ritter 1849 das Werk Der politische Struwwelpeter. Ein Versuch zu Deutschlands Einigung; dem deutschen Michel gewidmet. Nach dem Schema des Original-Struwwelpeters hatte er Bilder und Verse zu politischen Kunstfiguren des Extremismus und Radikalismus geschaffen, die aus seiner Sicht der politischen Ordnung und Einigung Deutschlands entgegenstanden.

### Die Struwwelsuse

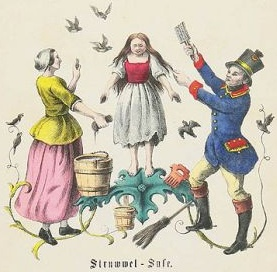
Illustration aus Die Struwwel-Suse (1850)

Nach dem Vorbild des Struwwelpeters veröffentlichte 1850 der Erfurter Lehrer Mühlfeld mit Zeichnungen von Heinrich Kruspe „Die Struwwelsuse, oder Lustige Geschichten und drollige Bilder für Kinder von 3–7 Jahren“ (Verlag Friedrich Bartholomäus, Erfurt 1850, 20 Seiten). Es beginnt mit den Versen: „Kommt, ihr Leute, alle her, Sehet diesen Zottelbär. Kommt, ihr Spatzen säumet nicht, Hackt den Schmutz aus dem Gesicht. Johann hol' den Pferdekamm, Streich die Haare glatt und stramm, Liese, bring den Scheuerwisch, Scheuere Händ und Füße frisch! Kämmt und scheuert, hackt und reibt, Bis kein Fleck an Susen bleibt!“
Die 10 Geschichten sind überschrieben:
1. Struwwel-Suse.
2. Guck-Kaspar.
3. Hänschen und Lieschen greifen Alles an.
4. Fränzchen und Fritzchen.
5. Das lüsterne Karlchen.
6. Leckmäulchen.
7. Der wilde Ferdinand.
8. Der Werf-Hans.
9. Schiel-Gottfried.
10. Die bösen Buben.

### Militär-Struwwelpeter
Bereits 1877 war das Buch vom Struwwelpeter so bekannt (1876 hatte es seine 100. Auflage), dass ein anonymer Autor mit dem Kürzel AH eine Adaption auf das Militär vorlegte. Mit dem Untertitel Lustige Geschichten und drollige Bilder von und für Militärs von 10 bis 100 Jahren wurde es in Berlin verlegt. Der Aufbau lehnt sich weitgehend an das Original an:
1. Einleitungsgedicht: „Wenn Recruten artig sind kommt zu ihnen das Christkind …“
2. Schniegel-Peter: Ein geschniegelter Leutnant. „Ei ruft da ein Jeder: ‚Was für’n anjenehmer Schwerenöther‘!“
3. Die Geschichte von den „schwarzen Jungens“: Drei Rekruten lästern über einen katholischen Priester und werden dafür vom Spieß in Arrest geschickt, worauf sie sich bekehren. „Und was das Wunderbarste war, sie wurden schwarz so ganz und gar“
4. Die Geschichte vom bösen Secondelieutenant Friederich: Ein junger Leutnant schikaniert einen Rekruten und wird dafür von dessen Braut mit Wasser übergossen, wodurch er einen Appell verpasst.
5. Die Geschichte vom wilden Jäger: Ein stark sehbehinderter Leutnant geht erfolglos auf Jagd nach Hasen.
6. Die Geschichte vom Cigarrenlutscher: Ein kleiner Kadett raucht trotz Verbots seiner Mutter und muss sich übergeben. „Bautz! Da wird ihm plötzlich weh, Ruft den Ulrich; Achherrjeh!“
7. Die Geschichte vom Zappel-Fähnrich: Ein Fähnrich schaukelt während des Beisammenseins der Offiziere auf seinem Stuhl herum.
8. Lieutenant Hans Guck in die Luft: Der Leutnant guckt nach den Fenstern, ob dort Mädchen herausschauen und stolpert dabei.
9. Die Geschichte von Gustav dem Faulpelz: Lebenslauf eines wenig strebsamen Jungen, der an allen Prüfungen scheitert und Schrankenwärter wird
10. Lieutenant Robert der Schuldenmacher: Überschuldeter Leutnant muss den Abschied nehmen und nach Amerika auswandern.
11. Fähnrich Willy: Ebenfalls überschuldet, muss er Handelsvertreter werden.
12. Hauptmann von Streber: Dienstübereifriger Hauptmann verliert während einer Übung bei Sturmwind sein Toupet. „Wenn der Regen niedersaust, Wenn der Sturm das Feld durchbraust, Bleib’ Soldat, wie Offizier, Hübsch daheim in dem Quartier.“
13. Lieutenant Schlapphans: Unordentlicher und ungepflegter Offizier wird deshalb entlassen und Angestellter in einem Stahlwerk.
14. Wilhelm der Beinahe-Einjährig-Freiwillige: Fauler Schüler fällt durch die Annahmeprüfung für Reserveoffizieranwärter.

Die Geschichten 9 bis 14 gehen über den Rahmen der Originalvorlage hinaus und stellen damals typische Probleme im militärischen Alltag dar. Sie bieten dadurch dem Heereskundler interessante Einblicke in das damalige Leben und die damaligen Wertvorstellungen. Die Art des Sprachwitzes und die Verstümmelung von Wortendungen, um Reime zu bekommen, erinnern dabei stark an Wilhelm Busch.

### Kurzer gynaekologischer Struwelpeter

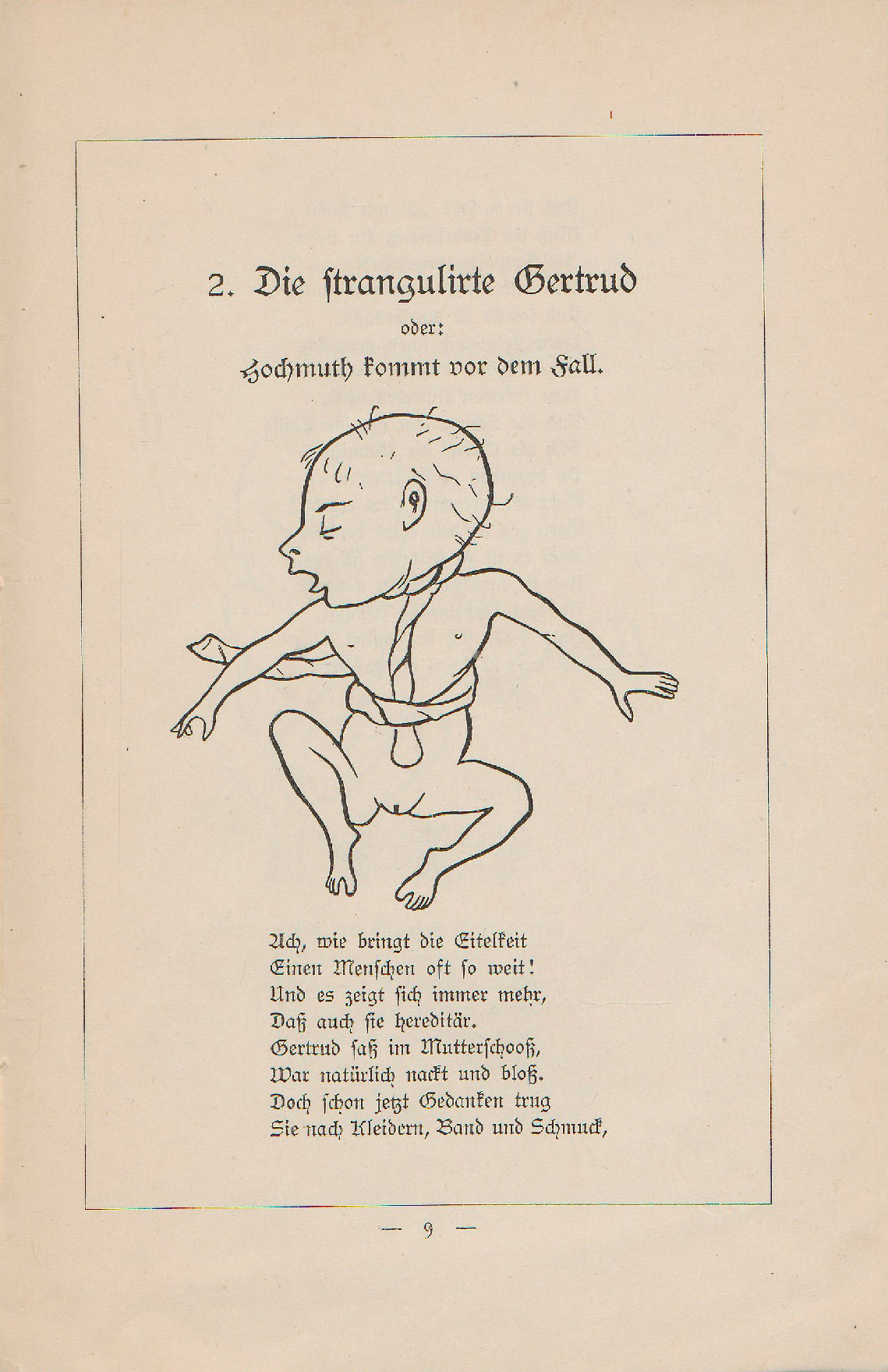
Seite aus dem Kurzen gynaekologischen Struwelpeter

Eine frivol-makabre Struwwelpeter-Parodie von Carl Heinrich Stratz, erstmals zum Leipziger Klinischen Vogelschießen am 29. Juli 1882 veröffentlicht; gedruckt beim Verlag Bangel & Schmitt, Heidelberg, 1885. Darin stellt der Verfasser auf medizinisch-derbe Art mögliche Gründe für Missbildungen, Totgeburten oder Tod kurz nach der Geburt in Wort und Bild dar. – Der „Struwelpeter für artige Embryonen und solche die es werden wollen“, vom Verfasser des „verhängnisvollen Embryo“, beginnt mit der Strophe: „Wenn die Foeten artig sind, | Werden sie ein reifes Kind; | Nur in erster Schädellage | Treten sie alsdann zu Tage.“

### Struwelliese
Struwelliese (so die Schreibweise auf der Titelseite)  erschien etwa 1890 von Julius Lütje mit Zeichnungen von Franz Maddalena auf dem Markt. Es ist eine der ersten Nachahmungen des Struwwelpeter und sollte ein Pendant zum Struwwelpeter für Mädchen sein; deshalb geht es hier auch um angeblich „typisch weibliche“ Charakterfehler wie Neugier oder Naschen.
Die Charaktere in dem Buch „Struwwelliese“ sind wilde Mädchen, die im Gegensatz zu den Geschichten aus Struwwelpeter nicht sterben, sondern nach wildem Herumtollen nur krank oder verletzt sind. Sie werden in den Geschichten nach dem Unfall gerettet und erleben oft einen magischen Sinneswandel.
Während der Ur-Struwwelpeter in Zeiten aufkommender bürgerlicher Emanzipation entstand, ist die Struwweliese ein Produkt der Wilhelminischen Ära.
Wie im Struwwelpeter warnt auch Lütje vor alltäglichen Gefahren der Zeit, wie Zündeln und Ärgern von Hunden. Auch hier gibt es mehrere unabhängige Protagonisten wie „Zündel-Gretchen“, die neugierige „Klara“, „Naschlotte“ und „Lottchen“, die den Hund „Hektor“ ärgert.

### Die Struwwelliese
Die Struwwelliese (Erstauflage 1950) ist eine Art Imitation der Bildergeschichten des 19. Jahrhunderts. Die Geschichte ist ebenso in Verse gefasst, aber Schrift und Bilder sind in modernem Stil gehalten; bei der Schrift handelt es sich um eine serifenlose Schrift, und die Zeichnungen entsprechen zeitgenössischen Comic-Zeichnungen. Auch inhaltlich ist die Geschichte modern, indem vor Gefahren wie Elektrizität oder dem Autoverkehr gewarnt wird.
Das gesamte Buch erzählt im Gegensatz zum Struwwelpeter nur eine einzige Kurzgeschichte von der Struwwelliese, die ebenso nach etlichen Streichen durch einen Unfall krank liegt und dadurch zu einem braven, ordentlichen Mädchen bekehrt wird.
Das Buch wurde bebildert von Charly Greifoner und die Texte wurden verfasst von Cilly Schmitt-Teichmann, es erschien im Kölner Schwager&Steinlein Verlag.
Die 1950 im Pestalozzi Verlag erschienene Erstausgabe wurde in weiteren Auflagen um mehrere Abschnitte gekürzt bzw. entschärft. Bei den seit 1955 unverändert gebliebenen Auflagen fehlen gegenüber der Erstausgabe von 1950 vier komplette Seiten und zwei Seiten wurden durch mehr kindgerechte Bilder ersetzt.

### Der Ägyptische Struwwelpeter
Eine weitere Parodie ist Der Ägyptische Struwwelpeter, der 1895 anonym erschien. Dieses im alten Ägypten angesiedelte Werk wurde von drei Wiener Geschwistern verfasst: Fritz, Richard und Magdalene Netolitzky, der Mutter von Elfriede Kuzmany (Illustrationen).
Die Schriftstellerin Marie von Ebner-Eschenbach war von der Vorlage so begeistert, dass sie das Buch ohne Erlaubnis des Frankfurter Struwwelpeter-Verlages zum Druck gab. Nach Einsprüchen wegen Plagiats wurde die gesamte Auflage mit Ausnahme der Freiexemplare eingezogen. Inzwischen wird Der Ägyptische Struwwelpeter offiziell vom Frankfurter Struwwelpeter-Museum herausgegeben.
Seht einmal da steht er

Thot, der Struwwelpeter!

Schmutz und Tintenflecken

Leib und Kleid bedecken;

Haare kämmen? – Gott behüt’!

Wenn er nur das Wasser sieht,

Schreit er Mord und Zeter.

Pfui, du Struwwelpeter!

### Der Struwwelpeter von heute
1914 erschien Der Struwwelpeter von heute. Ein Bilderbuch für die Großen von Fried Stern, der sich humorvoll kritisch mit dem originalen Struwwelpeter auseinandersetzte. „An den Struwwelpeter und seinen Verfasser. | […] Nur dacht’ ich, was vor siebzig Jahren | Du an den Kindern hast erfahren, | dürft’ für’s Gedeihen uns’rer Kleinen | Nicht mehr in allem gut erscheinen.“

Ein Beispiel:
Struwwelpeter

Das Haar gelockt wie Löwenmähnen,

Zuweilen mehr in langen Strähnen,

Trägt Malersmann und Komponist,

Auch der, der keins von beiden ist. –

Und wenn die Alten ’s Haar so tragen,

Warum dem Peter es versagen?

### Struwwelhitler

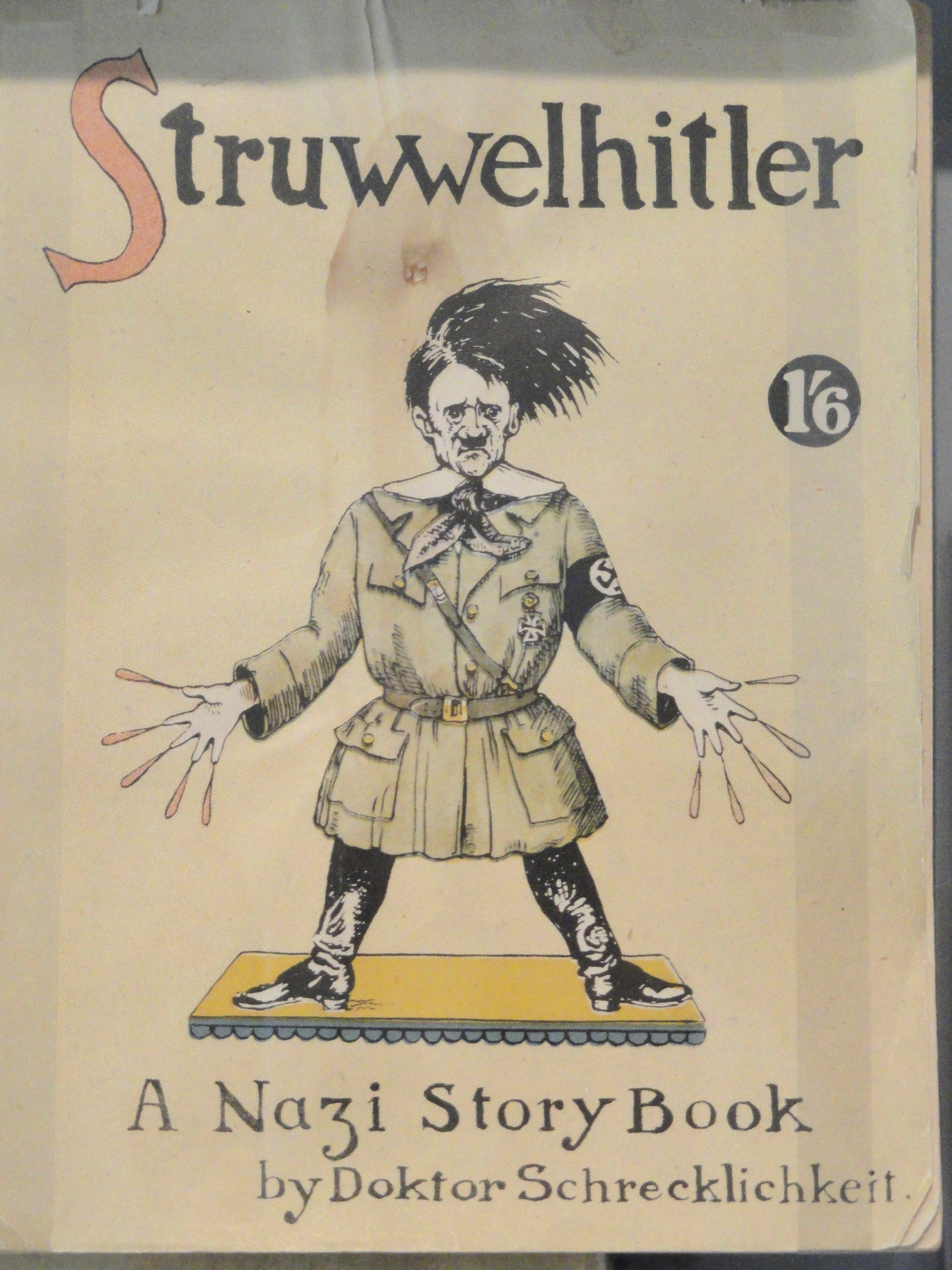
Struwwelhitler Cover

Die englische Parodie Struwwelhitler – A Nazi Story Book by Doktor Schrecklichkeit von Robert und Philip Spence aus dem Jahr 1941 wurde aus Anlass des 60. Jahrestages des Zusammenbruchs des Hitler-Regimes 2005 neu veröffentlicht. Das Buch enthält die ursprünglichen englischen Texte und die deutschen Übersetzungen.
Struwwelhitler erschien während des Zweiten Weltkrieges im Verlag der illustrierten englischen Zeitung Daily Sketch und war ein Beitrag zum Daily Sketch War Relief Fund, der die britischen Truppen und die Opfer des deutschen Luftkriegs unterstützte. Die beiden Autoren – zu ihrer Zeit namhafte Illustratoren und bei der Entstehung der Parodie bereits 68 und 70 Jahre alt – dichteten die allseits bekannten Struwwelpeter-Geschichten auf den damaligen Kriegsgegner gemünzt um: So wird aus Paulinchen mit dem Feuerzeug The dreadful Story of Gretchen and the Gun, Mussolini tritt an die Stelle von Hanns Guck-in-die-Luft (Little Musso Head-in-the-Air); Hitler selber übernimmt den Part des Zappelphilipps (Fidgety Adolf) und bekommt zu hören: „Uncle Sam said: Boy! Behave! Aunt Britannia looked grave.“ (Bursche! Pass auf! Tante Britannia schaut düster.) An die Stelle des Nikolas tritt Josef Stalin, der die Naziboys rot (statt wie im Original schwarz) einfärbt.
Bereits zu Beginn des Ersten Weltkrieges war 1914 eine antideutsche Struwwelpeter-Parodie erschienen: Kaiser Wilhelm II. trat darin an die Stelle des „bösen Friederich“ und tötet als „Swollen-Headed-William“ (zum „wollehaarigen Knaben“ vergleiche auch den Kupferstich Woolly-Headed Boy von Knaresborough von 1793) unschuldige Friedenstauben.

### Schicklgrüber – Der Anti-Hitler-Struwwelpeter
Robert Colling-Pyper und Margaret Stavridi veröffentlichten 1943 in der Kronkolonie Britisch-Indien ihre Struwwelpeter-Adaption als anti-deutsches bzw. anti-nationalsozialistisches Werk, das sich in erster Linie an britische und amerikanische Truppen wandte, die dort stationiert waren. Es trug den Untertitel Some Cautionary Tales of Modern Times.
2025 wurde eine kommentierte und mit einer deutschen Übersetzung versehene Faksimile-Ausgabe veröffentlicht. Aus der Ankündigung auf der Website des Verlags: „In dieser politischen Struwwelpeter-Parodie, einem ausgesprochenen Meisterwerk der politischen Satire und Karikatur, die 1943 in Kalkutta (heute Kolkata) erschien, begegnen uns die Hauptakteure des Zweiten Weltkriegs in satirischer Verkleidung: Adolf Hitler als ‚Struwwelpeter‘ und ‚Bitterböser Friederich‘, Benito Mussolini als ‚Wilder Jägersmann‘, Frankreichs Marianne als ‚Daumenlutscher‘ mit Général de Gaulle als ‚Frau Mama‘, Hermann Göring als ‚Suppenkaspar‘, Finnland als ‚Zappelphilipp‘, Joachim von Ribbentrop als ‚Hans Guck-in-die Luft‘, Rudolf Hess als ‚Fliegender Robert‘ und viele andere. Der Titel Schicklgrüber bezieht sich auf den in der englischsprachigen Welt häufig schmähend für Adolf Hitler verwendeten Namen des unehelich geborenen Vaters Hitlers, Alois Schicklgruber, und der Großmutter Hitlers, Anna-Maria Schicklgruber, – der somit auch der eigentliche Geburtsname des ‚Führers‘ war.“

### Strubbelpeter & Schnatterliese
Ab 1966 erschien im Kauka Verlag die Kinderzeitschrift Bussi Bär. Einer der Fixpunkte in diesem Heft waren die regelmäßigen in Reimen gefassten Geschichten der beiden rothaarigen Kinder Strubbelpeter und Schnatterliese. Die Geschichten beginnen immer mit den Worten: „Strubbelpeter, Schnatterliese, die Geschichte, die ist diese: …“

### Der Struwwelpeter neu frisiert
Der Satiriker Eckart Hachfeld und sein Sohn, der Karikaturist Rainer Hachfeld, veröffentlichten 1969 eine politische Struwwelpeter-Parodie unter dem Titel Der Struwwelpeter neu frisiert. Aus Lustige Geschichten und drollige Bilder für Kinder von 3-6 Jahren des Originals wurde Lästige Geschichten und dolle Bilder für Bürger bis 100 Jahre. Die Geschichte vom bösen Friederich liest sich in dieser Fassung wie folgt:
Der Ulbericht, der Ulbericht,

das war ein arger Bösewicht!

Er schlug in seiner blinden Wut

den deutschen Einheitsthron kaputt,

den Bundesadler rupfte er

und störte den Berlinverkehr.

Und höret nur, was noch geschah:

Er peitschte selbst Freund Svoboda!
Das Buch zeichnet ein Bild der Bundesrepublik der späten 1960er Jahre und insbesondere der zum Zeitpunkt der Veröffentlichung regierenden Großen Koalition: so kommen als weitere Charaktere Rainer Langhans als Struwwelpeter, Ludwig Erhard als Mohr, Willy Brandt, Herbert Wehner und Karl Schiller als böse Buben mit Kurt Georg Kiesinger als Nikolaus und Eugen Gerstenmaier als wilder Jäger mit Walter Scheel als Hase vor. Heinrich Lübke wird statt der Daumen der Redefaden abgeschnitten, Franz Josef Strauß reißt als Zappelphilipp mit den Eltern Rainer Barzel und Helmut Schmidt alles nieder, Hermann Höcherl liegt als Butter-Hermann unter dem Butterberg und Gerhard Schröder stolpert als Guck-in-die-Luft über den HS 30.

### Der Anti-Struwwelpeter
1970 erschien das antiautoritäre Gegenstück des Struwwelpeter im Frankfurter Verlag Joseph Melzer, der Antistruwwelpeter von F.K. Waechter, der gesellschaftliche Tabus und repressive Erziehungsmaßnahmen anprangert.

### Peter Struwwel
Frei nach Heinrich Hoffmann. Mit dem Text von Petrina Stein und den Bildern von Claude Lapointe wird den Kindern diesmal der Mut zum Protest gestärkt. Verlag Sauerländer, Aarau und Frankfurt am Main, 1972.

### So ein Struwwelpeter und SuperStruwelpeter
1970 erschien in der DDR im Kinderbuchverlag Berlin So ein Struwwelpeter, welcher auch modernere Themen beinhaltete, so etwa Fernsehkonsum („Die Geschichte vom fernsehverrückten Frank“). Im Vergleich zum Original bewegen sich die Geschichten dabei in einem etwas gemäßigteren Rahmen. So werden die Daumen wegen übermäßigen Daumenlutschens nicht abgeschnitten, sondern rennen einfach weg – und die (nun ehemalige) Daumenlutscherin Sybille hat das Nachsehen.
Die Texte des Buches stammen vom Satiriker Hansgeorg Stengel, die Bilder malte der Karikaturist Karl Schrader. Die Geschichten des Buches wurden auf einer Langspielplatte teils vorgelesen, teils als Lieder gesungen.
Im Jahr 1993 verfasste Hansgeorg Stengel den SuperStruwelpeter, mit noch aktuelleren Themen, wie „Die Geschichte vom tobenden Tobias“, der den Lehrern das Messer auf die Brust setzt. Die Illustrationen stammen hier von Hans-Eberhard Ernst.

### Der Schwuchtelpeter
1980 erschien im Verlag Rosa Winkel Der Schwuchtelpeter oder lustige Geschichten und schrullige Bilder von Stefan.

### Shockheaded Peter
Eine grotesk-makabre Umsetzung des Struwwelpeter auf die Bühne mit viel schwarzem Humor leisteten die Engländer Phelim McDermott und Julian Crouch mit ihrer „Junkopera“ Shockheaded Peter. Die Musik stammt von Martyn Jacques von der Londoner Band The Tiger Lillies. Das Stück wurde 1998 uraufgeführt. In der ins Deutsche rückübersetzten Fassung von Andreas Marber wird es seitdem auf zahlreichen Bühnen in Deutschland und Österreich gespielt.

### Der Neue Struwwelpeter
Im September 2005 erschien im Rahmen des Comicfestivals München ein Ausstellungskatalog zum 160-jährigen Jubiläum des Struwwelpeter. Neben allen Varianten des Buches wurden in der Ausstellung die Originale der neuen Illustrationen präsentiert. Zehn Illustratoren und Künstler aus ganz Deutschland schufen zum Originaltext neue grafische Interpretationen. Die Ausgabe des „Neuen“ Struwwelpeter ist in einer limitierten Auflage als Ausstellungskatalog gedruckt worden und nur bei der Festival-Leitung zu bekommen.

### Der tierische Struwwelpeter
„Der tierische Struwwelpeter“ erschien im Jahre 2007 im cbj Verlag, München. Der Kinderlyriker Erwin Grosche modernisierte den Text und Sara Balls illustrierte dazu Figuren aus dem Tierreich.

### Der Mundart-Struwwelpeter in 25 deutschen Mundarten
Hoffmann, Heinrich: Der Mundart-Struwwelpeter: lustige Geschichten und drollige Bilder, Originalfassung und Übertragungen in 25 deutsche Mundarten, hrsg. von Walter Sauer, Heidelberg 1996.

### Die Struwwelpaula – Struwwelige Geschichten und haarige Bilder
Das 1994 erschienene Buch enthält Cartoons und Geschichten von Renate Alf, Barbara Henniger, HOGLI, Ute Krause, Cleo-Petra Kurze und Marie Marcks.

### Der mittelhochdeutsche „Strûbel-Pêter“
Der Germanist Helmut Birkhan veröffentlichte 2008 seine Übersetzung des Buches in die mittelhochdeutsche Sprache.

### Moderne Comic-Adaptionen
2009 veröffentlichte der Verlag Tokyopop anlässlich des 200. Geburtstags Heinrich Hoffmanns eine Comic-Adaption des Struwwelpeters. Der Comicautor David Füleki lässt Struwwelpeter von einer Weltreise zurückkehren und feststellen, dass es keine ungezogenen Kinder mehr gibt, da die Regierung Unfug verbietet und jede Art von Aufsässigkeit im Keim erstickt. Gemeinsam mit seinen Störenfried-Kollegen beschließt Struwwelpeter, gegen die Regierung vorzugehen.
Daneben veröffentlichte David Füleki 2009 Struwwelpeter: Das große Buch der Störenfriede (ebenfalls bei Tokyopop) – eine in modernem Comicstil bebilderte Version des Urwerks von Hoffmann. Das Buch wird in Struwwelpeter: Die Rückkehr aufgegriffen.
Die ebenfalls 2009 im Kein & Aber-Verlag erschienene Adaption von ATAK (Bilder) und Fil (Verse) legt dagegen Wert darauf, „keine Parodie, kein antiautoritärer Hippie-Struwwelschnack“ zu sein, sondern „eine in Wort und Bild vom Geist des Originals durchdrungene Coverversion“.
Die gereimten Texte von Wilfried von Bredow und die Illustrationen von Anke Kuhl in dem Bilderbuch Lola rast und andere schreckliche Geschichten lehnen sich formal an die Hoffmannsche Vorlage an, thematisieren aber „zeitgemäße Unsitten“ von Kindern (Unachtsamkeit im Straßenverkehr, übermäßiger Fernsehkonsum, Chaos im Kinderzimmer). Wie bei Hoffmann enden die sieben Bildergeschichten „schrecklich“, drastisch und skurril.

### Der Cyber-Peter
2013 erschien Der Cyber-Peter – und andere Geschichten aus der modernen Welt nicht nur für Kinder von Klaus Günterberg. Aus dem Hanns-Guck-in-die-Luft wird hier ein Hanns-Guck-auf-den-Bildschirm.

### Family Guy
In der achten Staffel der US-amerikanischen Zeichentrickserie Family Guy (Folge: Business Guy) wurde die Geschichte vom Daumenlutscher in Form einer für die Serie typischen Zwischensequenz parodiert.

### Struwwelpeter in Schüttelreimen
2010 wurde Der Struwwelpeter von Harald Weinkum in Schüttelreimen neu gedichtet.

### Struwwelpeter-Park Bad Tabarz
Von 1884 bis 1894 verlebte Heinrich Hoffmann seine Sommerfrische in Tabarz im Thüringer Wald. Aus diesem Anlass wurde in Bad Tabarz 1994 ein Struwwelpeter-Park mit den geschnitzten Hoffmannschen Figuren errichtet.

### Dr. Böhmermanns Struwwelpeter
Am 6. Juni 2018 zeigte das ZDF eine von Jan Böhmermann und dem Team des Neo Magazin Royale modern interpretierte und in die Gegenwart versetzte Version einiger Geschichten.

### Vertonungen
1949 schrieb Kurt Hessenberg die „Struwwelpeter-Kantate“ für ein- bis dreistimmigen Kinderchor, zwei Flöten, Klavier, Schlagzeug ad libitum und Streichorchester.
1953 schuf Cesar Bresgen eine Szenische Kantate „Der Struwwelpeter“ für zweistimmigen Kinderchor, Blockflöten, Schlaginstrumente und Klavier.
1968 komponierte Siegfried Köhler unter dem Originaltitel Der Struwwelpeter op. 31 acht Lieder nach den Texten von Hoffmann. 1977 erschienen diese Lieder auf Schallplatte. 1979 veröffentlichte der Verlag Edition Peters, Leipzig die Sammlung in einer erweiterten Ausgabe.
1978 persiflierte das Grips-Theater den Struwwelpeter, wobei der Vorspruch „Wenn die Kinder artig sind, kommt zu ihnen das Christkind“ sowie „Die Geschichte vom fliegenden Robert“ vertont sowie weitere Lieder eingebaut wurden.
2007 vertonte Martin Bärenz den Struwwelpeter als Kinderstück mit Sprecher und Orchester, der in Ludwigshafen im BASF-Feierabendhaus uraufgeführt wurde. Die Texte waren durch Michael Quast teilweise leicht im Sinne des Anti-Struwwelpeters umadaptiert und modernisiert, teilweise originalgetreu beibehalten.
Der Text Die gar traurige Geschichte mit dem Feuerzeug wurde von der deutschen Rock-Band Rammstein im Song Hilf Mir auf dem Album Rosenrot zu großen Teilen übernommen mit Sänger Till Lindemann als Ich-Erzähler.
Die Geschichte vom Daumenlutscher wurde von der Berliner Rock-Band Knorkator sowohl in Text als auch in zeichnerischer Form im Song Konrad auf dem Album We Want Mohr und im dazugehörigen Video adaptiert. Es folgten zwei Lieder der Band auf dem Album Ich bin der Boss, die die Geschichten vom Zappel-Philipp und den schwarzen Buben aufgreifen und in leicht abgewandelter Form wiedergeben. Zur Geschichte vom Zappel-Philipp wurde zudem ein Musikvideo produziert, indem die Musiker die Erzählung nachstellen.

### Verfilmung
- Der Struwwelpeter, BRD 1955

## Museen und Ausstellungen (Auswahl)
- Seit 1977 besteht in Frankfurt am Main das Struwwelpeter-Museum als feste Einrichtung. Es ist sowohl dem Werk selbst als auch seinem Schöpfer Heinrich Hoffmann gewidmet.

- Zum 175. Geburtstag des Buches widmete sich eine Sonderausstellung vom 21. September 2019 bis zum 12. Januar 2020 in der Ludwiggalerie Schloss Oberhausen der Kulturgeschichte des Stoffes.[47]

- Das Westfälische Schulmuseum in Dortmund-Marten zeigte vom 16. März bis zum 31. Oktober 2021 die Sonderausstellung „Der Struwwelpeter. Peter und die große Familie Struwwel“.[48]

- Im Museum Obere Saline wurde vom 22. November 2017 bis zum 18. März 2018 die Sonderausstellung „Struwwelpeter. Kultfigur und Kinderschreck“ präsentiert.[49]

## Ausgaben
- Der Struwwelpeter oder lustige Geschichten und drollige Bilder. Diogenes, Zürich 2. A. 2009, ISBN 978-3-257-01115-9.
- Der Struwwelpeter auf lateinisch (Petrus Hirsutus vel fabulae iocosae lepidis imagunculis auctae), Lateinische Nachdichtung von Peter Wiesmann, Philipp Reclam jun. (UB 9355), Stuttgart 1995, ISBN 3-15-009355-4.
- Petrulus Hirrutus (Sive fabulae lepidae et picturae iocosae quas invenit ac depinxit Henricus Hoffmann Doctor Medicinae). Lateinische Nachdichtung von Eduard Bornemann, neu gezeichnet von Fritz Kredel. Verlag Rütten & Loening, Frankfurt 1956.

### Adaptionen
- Struwwelpeter’s Reu’ und Bekehrung. Allen Kindern zur Lust und Belehrung in Bild und Reim gebracht. Thienemann, Stuttgart 1851, Digitalisat.
- F. Hoffmann: Der Mummelsack. Ein Sittenspiegel der Jugend. Zu Nutz und Frommen der Kinderwelt. Kießling, Berlin um 1875, Digitalisat (ähnliches Werk).
- Moritz von Reymond: Neuer Zeit- und Streit-Struwwelpeter. Ein Bilderbuch für junge Retter der Gesellschaft. Den Freunden des besonnenen Rückschrittes. Trüb, Zürich & Leipzig 1881 Digitalisat.
- Der Ägyptische Struwwelpeter. Sinemis (Reprint von Wien 1895), Frankfurt am Main 1987, ISBN 3-921345-01-4.
- Ferdinand Goebel: Der kleine Struwwelpeter. Düms, Wesel 1898, Digitalisat.
- Fried Stern: Der Struwwelpeter von heute. Ein Bilderbuch für die Großen. Prestel, Frankfurt am Main 1914.
- Helmut Seitz: Struwwelpetra. Esslingen, Schreiber, ca. 1970 (Junior international).
- Robert Spence, Philip Spence: Struwwelhitler. A Nazi Story Book by Dr. Schrecklichkeit. Deutsch-englischer Text. Mit einem Vorwort von Joachim Fest. Autorenhaus Verlag, Berlin 2005 (1941), ISBN 978-3-86671-014-6.
- Robert Collin-Pyper: Schicklgrüber. Illustriert von Margaret Stavridi. Kalkutta 1943. In der Reihe „Neudrucke von Struwwelpetriaden, herausgegeben von Dr. Walter Sauer“ neu veröffentlicht bei Digital Printing Service Andernach 2000, ISBN 3-934547-54-0.
- Hansgeorg Stengel, Karl Schrader: So ein Struwwelpeter. Lustige Geschichten und drollige Bilder für Kinder von 3 bis 6 Jahren. Illustriert von Karl Schrader. KinderBuchVerlag, Berlin 1992, ISBN 3-358-01340-5.
- Hansgeorg Stengel, Hans-Eberhard Ernst: SuperStruwelpeter. Lustige Geschichten und drollige Bilder für Kinder von 3 bis 93 Jahren. Illustriert von Hans-Eberhard Ernst. LeiV, Leipzig 1993, ISBN 3-928885-45-6.
- Heinrich Hoffmann: Dä Struwlbeda. In dä Nämbercha Mundoard – frei übertragen von Alfred Raab. Hrsg. von G. H. Herzog und Alfred Raab, 2., verb. Aufl. Sinemis, Frankfurt am Main 1995, ISBN 3-921345-06-5.
- Heinrich Hoffmann, Rainer Schepper: De Struwwelpeter im Münsterländer Platt. Landwirtschaftsverlag, Münster 2002, ISBN 3-921345-07-3.
- Julius Lütje, Franz Maddalena: Die Struwwelliese. Esslinger Verlag J. F. Schreiber, Esslingen 2011, ISBN 978-3-480-22769-3, Reprint der Ausgabe von 1890.
- Heinz Grundel: Der Struwwelköter, Lustige Geschichten und drollige Bilder für Hunde von 1 bis 12 Jahren, Kynos, Nerdlen/Daun 2008, ISBN 978-3-938071-58-8.
- David Füleki: Struwwelpeter: Das große Buch der Störenfriede. Tokyopop, 2009, ISBN 978-3-86719-653-6.
- David Füleki: Struwwelpeter: Die Rückkehr. Tokyopop, 2009, ISBN 978-3-86719-652-9.
- Fil und ATAK: Der Struwwelpeter: Lustige Geschichten und drollige Bilder frei nach Heinrich Hoffmann, Kein & Aber, Zürich 2009, ISBN 978-3-0369-5260-4.
- Wilfried von Bredow (Text), Anke Kuhl (Illustrationen): Lola rast und andere schreckliche Geschichten. Klett Kinderbuch, Leipzig 2009, ISBN 978-3-941411-01-2.
- Jürgen Lehrich: Der Punker Peter Wagner-Verlag, Gelnhausen, 2011, ISBN 978-3-86279-167-5.
- Miguel Angel Silva-Höllger: Der Burgerpaul. grafikdesign-silva, Berlin, Erstauflage 2007, 4. Auflage 2013, ISBN 978-3-00-043343-6.
- Klaus Günterberg: Der Cyber-Peter und andere Geschichten aus der modernen Welt, nicht nur für Kinder. Kern, Bayreuth 2013, ISBN 978-3-944224-75-6.
- Lämmchen Kralle (Zusammenstellung), Alex Fichtner (ergänzende Illustrationen): Der Jahrhundert-Struwwelpeter oder schrecklich wahre Geschichten und historische Bilder aus satirischen Struwwelpeter-Ausgaben des 20. Jahrhunderts. Autorenhaus-Verlag Plinke, Berlin 1999, ISBN 3-932909-98-4.
- Eleonore Weber: Wombats, Gras und Traumata Neuerzählung aus der Perspektive und in der Sprache heutiger Jugendlicher. Mit Illustrationen von Eleonore Weber. Edition fabrik.transit, Wien 2015, ISBN 978-3-9503891-4-2
- Jörg-Michael Günther: Der Fall Struwwelpeter. Juristisches Gutachten über Umtriebe von Kindern zur Warnung für aufsichtspflichtige Eltern und Pädagogen. Verlag Eichborn, Frankfurt 1989. ISBN 3-8218-2185-X (Humoristische Würdigung der Geschichten aus der Perspektive des Straf- und Zivilrechts).
- Struwwelpeter. Kinderoper von Kaspar Roeseling, UA Regensburg, Musikverlag Feuchtinger & Gleichauf, 1951.[50]

### Sekundärliteratur
in der Reihenfolge des Erscheinens
- Wolfgang Kohlweyer: Dr. Heinrich Hoffmann und sein Struwwelpeter. Erinnerungen an den Arzt und Kinderbuchautor Dr. Heinrich Hoffmann und zum 150. Geburtstag seines Struwwelpeters. Selbstverlag, Landshut 1994.
- Ulrich Wiedmann: Zur Anamnese des Struwwelpeter. Ein neuer Versuch, die Herkunft des alten Kinderschrecks zu klären. In: Würzburger medizinhistorische Mitteilungen. Band 13, 1995, S. 515–520.
- Anita Eckstaedt: „Der Struwwelpeter“. Dichtung und Deutung. Eine psychoanalytische Studie. Suhrkamp, Frankfurt am Main 1998, ISBN 3-518-40786-4.
- Reiner Rühle: „Böse Kinder“. Kommentierte Bibliographie von Struwwelpetriaden und Max-und-Moritziaden mit biographischen Daten zu Verfassern und Illustratoren. Wenner, Osnabrück, Band 1: 1999, ISBN 3-87898-357-3; Band 2: 2019 ISBN 978-3-87898-422-1.
- Ursula Peters: Drollige Geschichten und lustige Bilder. Heinrich Hoffmanns Urmanuskript des „Struwwelpeter“. In: monats anzeiger. Museen und Ausstellungen in Nürnberg, August 2003, S. 2f (PDF (Memento vom 29. Juni 2004 im Internet Archive)).
- Walter Sauer: Der Struwwelpeter und sein Schöpfer Dr. Heinrich Hoffmann. Bibliographie der Sekundärliteratur. Edition Tintenfaß, Neckarsteinach 2003, ISBN 3-9808205-5-6 (Rezension, PDF).
- Detlev Gohrbandt: Das Pädagogische und das Politische. Wandlungen der Suppenkaspar-Geschichte in englischen Struwwelpeter-Satiren. In: Dietrich Grünewald (Hrsg.): Struktur und Geschichte der Comics. Beiträge zur Comicforschung. Christian A. Bachmann Verlag, Bochum 2010, ISBN 978-3-941030-04-6, S. 179–198.

### Hochschulschriften
- Franziska Hirlinger-Fuchs: Bilderbücher und ihre Wirklichkeiten: Normen, Werte und Rollenbilder in deutschsprachigen Bilderbüchern von 1844–1996, vom Struwwelpeter bis zur Menschenfresserin. Mit einem Vorwort von Heinz Stefan Herzka, Carl-Auer-Systeme, Heidelberg 2001, ISBN 3-89670-305-6 (Dissertation Universität Zürich 1999).
- Marie-Luise Könneker: D[okto]r Heinrich Hoffmanns „Struwwelpeter“. Untersuchung zur Entstehungs- und Funktionsgeschichte eines bürgerlichen Bilderbuchs (= Metzler-Studienausgabe). Metzler, Stuttgart 1977, ISBN 3-476-00340-X (Dissertation Technische Universität Berlin, Fachbereich 01 – Kommunikations- und Geschichtswissenschaft 1975).